# Hong Kong
Hong Kong (pr. cantonese [hœːŋ˥.kɔːŋ˧˥], jyutping: hoeng1 gong2, pr. italiana /oŋˈkɔnɡ/; in mandarino 香港T, XiānggǎngP, lett. "porto profumato") è una ex colonia britannica ed attualmente una regione amministrativa speciale della Repubblica Popolare Cinese. Situata sulla costa meridionale della Cina tra il delta del fiume delle Perle e il Mar Cinese Meridionale, la città è famosa per il suo imponente profilo urbanistico e per il profondo porto naturale. Con una superficie di 2 754 km² e una popolazione di oltre sette milioni di persone, Hong Kong è una delle aree più densamente popolate del mondo. Il 95% della popolazione di Hong Kong è di etnia cinese, mentre il restante 5% appartiene ad altri gruppi.
Hong Kong divenne una Colonia britannica dopo la prima guerra dell'Oppio (1839-1842). Originariamente limitati alla sola Isola di Hong Kong, i confini della colonia furono estesi nel 1860 fino ad includere la penisola di Kowloon e poi con nuovi territori nel 1898. La regione fu poi brevemente occupata dal Giappone durante la guerra del Pacifico, per poi tornare sotto il controllo britannico, terminato nel 1997 quando alla Cina è stata data la supervisione. La storia di Hong Kong ha profondamente influenzato la sua cultura, che spesso viene descritta come "l'Oriente che incontra l'Occidente", e il sistema educativo che ha perseguito il sistema inglese fino alle riforme attuate nel 2009.
In base al principio "una Cina, due sistemi", Hong Kong possiede un sistema politico diverso dalla Cina continentale e regolato dalla "legge fondamentale di Hong Kong", il suo documento costitutivo, che stabilisce che la regione gode di un alto grado di autonomia nella maggior parte delle materie, tranne che nella politica estera e difesa militare. Nel rispetto della separazione dei poteri, la magistratura della regione funziona secondo il modello di ordinamento giuridico del common law. Nonostante Hong Kong possieda un sistema multipartitico, dal 2021 i tre quarti della sua legislatura sono eletti indirettamente da associazioni di categoria e sindacati (ristorazione, finanza, agricoltura e altri) e dal "Comitato elettorale", per gran parte eletto da tali organizzazioni. Questo sistema è stato adottato a seguito delle grandi proteste del 2019-2020, così da assicurare un maggior controllo da parte del Partito Comunista Cinese su Hong Kong.
Il Capo dell'esecutivo di Hong Kong (il capo del governo o governatore) è scelto a maggioranza dal "Comitato elettorale" che è composto da 1500 membri.
Hong Kong è uno dei centri finanziari internazionali più importanti del mondo e vanta una sviluppata economia di libero mercato basata prettamente sul settore terziario e caratterizzata da una bassa imposizione fiscale e dal libero scambio. La valuta, il Dollaro di Hong Kong, è l'ottava valuta più scambiata al mondo. La mancanza di spazio e il crescente numero di abitanti e di infrastrutture hanno portato la città ad avere un'intensa densità di costruzioni, rendendola la città più verticale al mondo. I cittadini di Hong Kong vantano uno dei redditi pro capite più alti al mondo. La densità ha portato anche allo sviluppo di un'avanzata rete di trasporti pubblici. I cittadini che ne usufruiscono sono più del 90%, la percentuale più alta al mondo. Hong Kong gode di alte posizioni in numerose classifiche internazionali. Per esempio, nella libertà economica, nella competitività economica e finanziaria, nella qualità di vita, sul contrasto alla corruzione e nell'indice di sviluppo umano, la regione è sempre classificata fra i primi posti. Secondo le stime sia dell'ONU sia dell'OMS, nel 2012 Hong Kong ha avuto la più lunga aspettativa di vita di qualsiasi altra regione del mondo.

## Etimologia del nome
Il nome "Hong Kong" è una rappresentazione fonetica approssimativa della pronuncia della parlata cantonese o il nome Hakka "香港", che significa "porto profumato". Prima del 1842, il nome si riferiva a una piccola insenatura - ora conosciuta come porto di Aberdeen o 香港仔 hoeng1 gong2 zai2 "Piccola Hong Kong" - tra l'isola di Aberdeen e il lato sud dell'isola di Hong Kong. Questo luogo è stato uno dei primi punti di contatto tra i marinai britannici e i pescatori locali.
Il riferimento al profumo potrebbe aver fatto riferimento alle acque del porto addolcite dalla fresca acqua dell'estuario creato dall'afflusso del fiume delle Perle oppure per l'incenso delle fabbriche che costeggiano il litorale a nord di Kowloon che veniva immagazzinato nel porto di Aberdeen per l'esportazione prima dello sviluppo del Victoria Harbour. Nel 1842, con la firma del trattato di Nanchino il nome Hong Kong è stato registrato su documenti ufficiali, fino a comprendere la totalità dell'isola.

## Storia

### Pre-coloniale

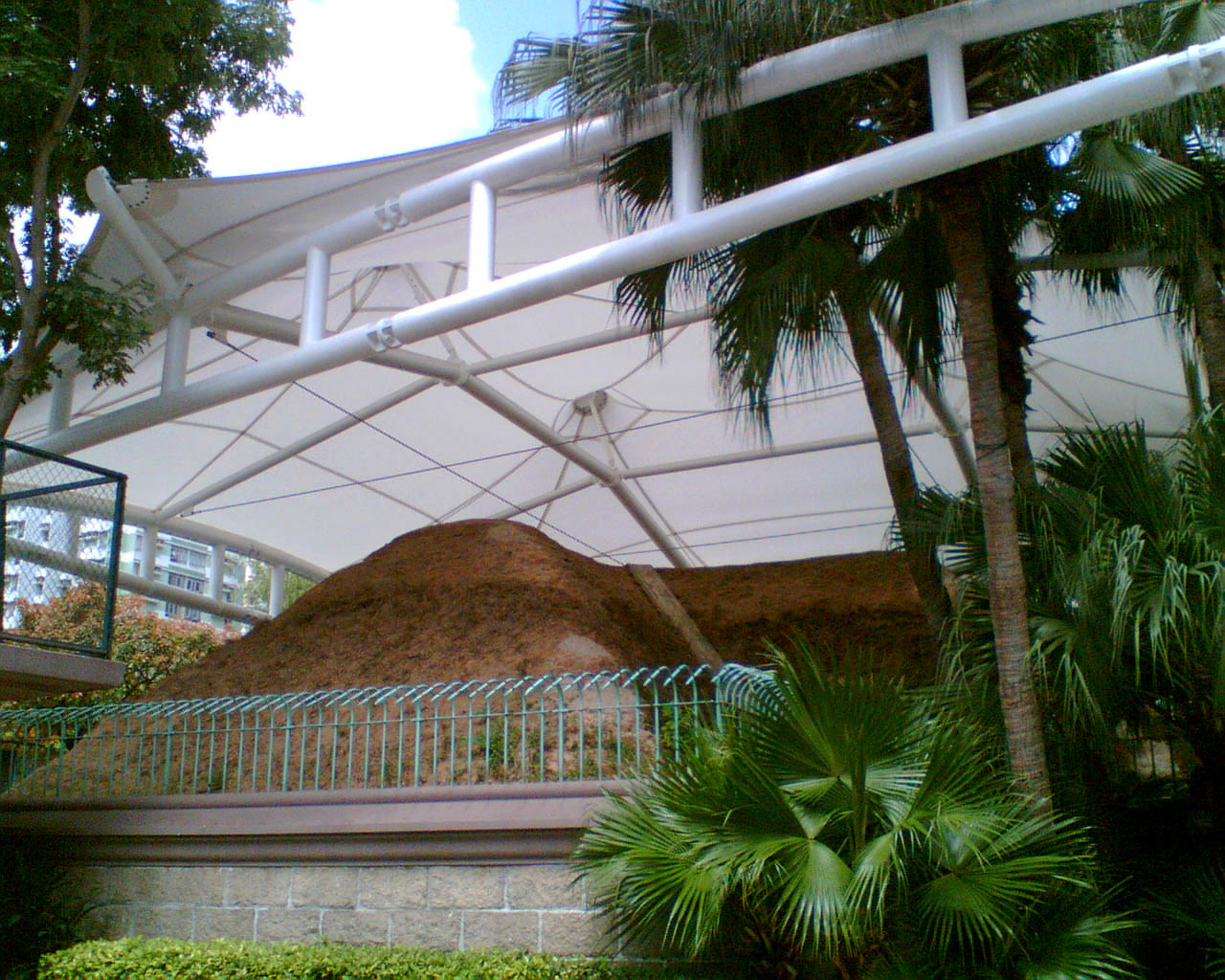
Museo della Tomba di Lei Cheng Uk Han a Kowloon.

Studi archeologici hanno trovato segni di presenza umana nella zona di Chek Lap Kok risalenti a un periodo tra i 35 000 e i 39 000 anni fa, mentre nella penisola di Sai Kung databili a 6 000 anni fa. Wong Tei Tung e Kei Ling Ha Hoi sono i due primi siti della presenza umana del Paleolitico. Gli studiosi ritengono che Kei Ling Ha Hoi fosse un insediamento, mentre Wong Tei Tung un sito di produzione litica. I reperti rinvenuti dell'epoca neolitica suggeriscono differenze tra la cultura di Longshan appartenente al nord della Cina e il popolo Che, una branca degli Yao, prima dell'avvento della migrazione dei Baiyue. Otto incisioni rupestri, risalenti alla dinastia Shang, sono state trovate sulle isole circostanti.
Nel 214 a.C., Qin Shi Huang, il primo imperatore della Cina, conquistò le tribù Baiyue stanziate presso Jiaozhi (nell'attuale regione del Liangguang) e le incorporò nel territorio della Cina imperiale. La moderna Hong Kong, all'epoca, era amministrativamente considerata come una comanderia di Nanhai e si trovava vicino alla antica capitale di Panyu (oggi nota come Canton). Il dominio dell'area fu consolidato sotto il regno di Nanyue, fondato dal generale Zhao Tuo, nel 204 a.C., dopo la caduta della dinastia Qin. Quando il regno fu conquistato dall'imperatore Han Wudi nel 111 a.C., la zona fu assegnata alla comanderia di Jiaozhi sotto il controllo della dinastia Han. Gli studi archeologici indicano, durante questo periodo, un aumento della popolazione e una fiorente produzione di sale. Si ritiene che la tomba di Lei Cheng Uk Han, che si trova nella penisola di Kowloon, sia stata costruita durante la dinastia Han.
Durante il periodo della dinastia Tang la regione del Guangdong fiorì come centro commerciale regionale. Nel 736, l'imperatore Xuan Zong della dinastia Tang fece edificare, presso Tuen Mun, una cittadella fortificata per difendere la zona costiera. La prima scuola del luogo, L'istituto Li Ying, fu fondata intorno al 1075 nei Nuovi Territori sotto la dinastia Song del Nord. Durante l'invasione mongola nel 1276, la corte della dinastia Song meridionale si trasferì prima a Fujian, poi a Lantau Island e in seguito a Sung Wong Toi (la moderna Kowloon). Il figlio dell'imperatore Bing si suicidò per annegamento, insieme con i suoi ufficiali, dopo essere stato sconfitto nella battaglia di Yamen. Hau Wong, un funzionario dell'imperatore, è ancora oggi ricordato a Hong Kong.
Il più antico visitatore europeo che arrivò in questi luoghi e di cui si abbia notizia, fu Jorge Álvares, un esploratore portoghese che qui giunse nel 1513. Dopo aver stabilito insediamenti nella regione, i mercanti portoghesi incominciarono i commerci. Questi furono, tuttavia, presto interrotti da scontri militari, tra cinesi e portoghesi, che portarono nel XVI secolo al divieto di contatti commerciali con gli stranieri. Tra il 1661 e il 1669 la zona fu interessata dall'ordine dell'imperatore Kangxi che portò all'evacuazione delle zone costiere del Guangdong. Questo comportò l'abbandono del luogo da parte dei circa 16 000 persone. Durante questo periodo, il territorio dell'odierna Hong Kong, diventò gran parte disabitato. Nel 1685 Kangxi divenne il primo imperatore a riaprire al commercio con gli stranieri, interdicendo però a questi ultimi alcuni luoghi, il possedimento di armi da fuoco e permettendo di commerciare solo tramite l'argento. La Compagnia britannica delle Indie orientali incominciò le sue attività in Cina nel 1699, ma ben presto si svilupparono enormemente. Nel 1711 la compagnia stabilì la sua prima stazione commerciale a Canton. Nel 1773, gli inglesi vendevano 1 000 casse di oppio all'anno alla Cina, vendite che raddoppiarono 6 anni dopo.

### Epoca coloniale britannica

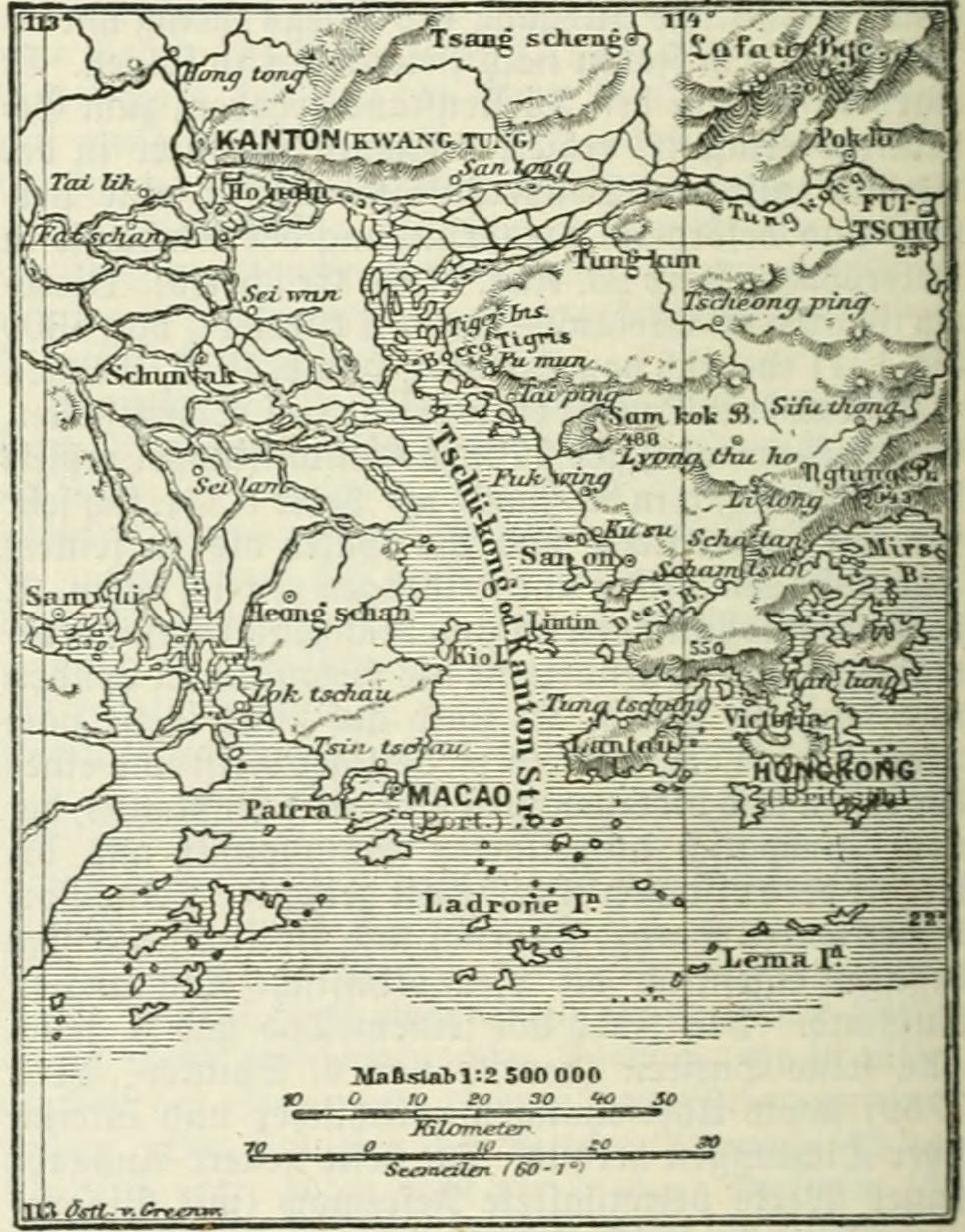
Mappa del 1888 di Hong Kong, Macao, e Canton.

Nel 1839 il rifiuto da parte delle autorità della dinastia Qing all'importazione di oppio scatenò tra Cina e Gran Bretagna la prima guerra dell'oppio. L'isola di Hong Kong fu occupata dalle forze britanniche il 20 gennaio 1841 e formalmente ceduta, ai sensi della Convenzione di Chuenpee, come parte di un accordo di cessate il fuoco tra il capitano Charles Elliot e il governatore Qishan. Tuttavia tale trattato non fu mai ratificato a causa di una controversia tra i funzionari di alto rango di entrambi i governi. Con il trattato di Nanchino, stipulato il 29 agosto 1842, l'isola passò in cessione perpetua al Regno Unito. I britannici stabilirono una Colonia della corona britannica con la fondazione di Victoria City, avvenuta l'anno successivo.

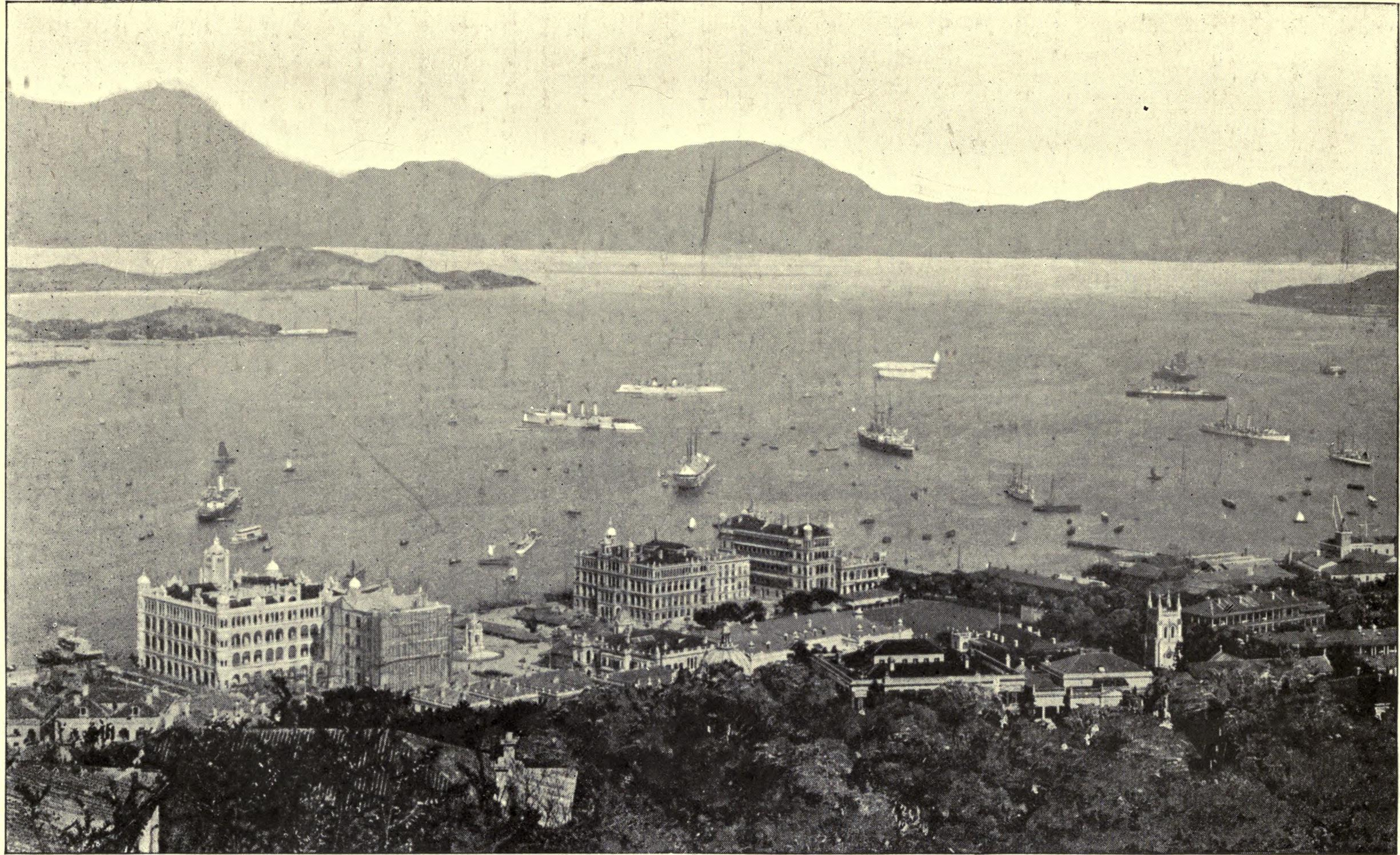
Victoria City nel 1890.

Sotto il dominio britannico, la popolazione di Hong Kong isola aumentò dai 7 450 residenti del 1841, per lo più pescatori cinesi, a 115 000 cinesi e 8 754 europei registrati nel 1870. Nel 1860, dopo la sconfitta della Cina anche nella seconda guerra dell'oppio, la penisola di Kowloon e l'isola di Stonecutter si aggiunsero, a seguito della Convenzione di Pechino, ai possedimenti della Gran Bretagna.
Nel 1894 la terza epidemia di peste bubbonica si diffuse dall'entroterra cinese a Hong Kong, causando tra i 50 000 e i 100 000 morti. Nel 1898, secondo i termini della Convenzione per l'estensione del territorio di Hong Kong, la Gran Bretagna ottenne la cessione per 99 anni dell'isola di Lantau e le terre settentrionali adiacenti, che divennero note come i Nuovi Territori. Da allora i confini di Hong Kong sono rimasti invariati.
Durante la prima metà del XX secolo, Hong Kong era un porto franco. Gli inglesi introdussero un sistema scolastico basato sul proprio modello, mentre la locale popolazione cinese ebbe pochi contatti con la ricca comunità europea che si stabilì nei pressi di Victoria Peak.

### Invasione giapponese

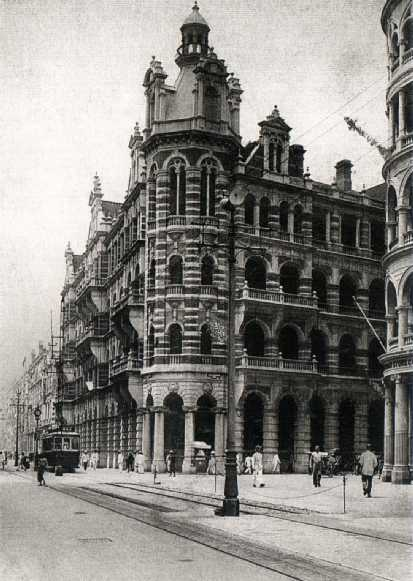
Ufficio postale, in una foto del 1911

In concomitanza con la sua campagna militare, l'Impero giapponese invase Hong Kong l'8 dicembre 1941. La battaglia di Hong Kong si concluse con la cessione della colonia al Giappone, avvenuta il 25 dicembre. Durante l'occupazione giapponese, i civili patirono carestia e iper-inflazione della moneta. A causa di ciò vi fu un rimpatrio di molti cinesi verso la terraferma. La popolazione di Hong Kong si ridusse da 1,6 milioni di abitanti del 1941 a 600 000 nel 1945, quando il Regno Unito riprese il controllo della colonia.

### Guerra fredda
La popolazione di Hong Kong recuperò rapidamente a seguito di un'ondata di immigrati provenienti dalla Cina, dove era in corso la guerra civile. Quando fu proclamata la Repubblica Popolare Cinese, nel 1949, altri migranti fuggirono a Hong Kong per il timore di persecuzione da parte del Partito Comunista Cinese. Molte aziende di Shanghai e Canton spostarono qui le loro attività.
Nel 1950 la rapida industrializzazione di Hong Kong fu trainata dalle esportazioni tessili e dall'espansione delle altre industrie manifatturiere. La popolazione cresceva, così come il tenore di vita. Le attività commerciali del luogo incrementarono ancora di più quando Shenzhen, subito a nord di Hong Kong, divenne una Zona economica speciale della Repubblica Popolare Cinese. Anche se il settore manifatturiero diminuì gradualmente a causa dello sviluppo industriale nel sud della Cina continentale, il comparto dei servizi registrò elevati tassi di crescita, soprattutto tra gli anni ottanta e novanta.
Durante tutto il periodo coloniale britannico, Hong Kong si sviluppò in tutti gli aspetti, dall'economia al sistema sanitario. Molte strutture sanitarie vennero costruite per i suoi cittadini, come ad esempio il Queen Elizabeth Hospital, il Queen Mary Hospital, il Princess Margaret Hospital e il Prince of Wales Hospital. Nel 1984 venne sottoscritta la Dichiarazione congiunta sino-britannica, un accordo per il trasferimento della sovranità alla Repubblica Popolare Cinese, che stabiliva che Hong Kong sarebbe stata governata, a partire dal luglio 1997, come una regione amministrativa speciale, conservando le sue leggi e un alto grado di autonomia per almeno 50 anni. Il diritto di Hong Kong si basa sul sistema di diritto inglese.

Bandiera della colonia inglese di Hong Kong (utilizzata tra il 1870 e il 1876)
Bandiera della colonia inglese di Hong Kong (utilizzata tra il 1876 e il 1955)
Bandiera della colonia inglese di Hong Kong (utilizzata tra il 1955 e il 1959)
Bandiera della colonia inglese di Hong Kong (utilizzata tra il 1959 e il 1997)
Bandiera della colonia inglese di Hong Kong (Bandiera rossa non ufficiale, utilizzata tra il 1959 e il 1997)

### Sotto la sovranità cinese, dal 1997
Il 1º luglio 1997 vi fu il trasferimento della sovranità di Hong Kong dal Regno Unito alla Repubblica Popolare Cinese, che concluse ufficialmente i 156 anni di dominio coloniale britannico. L'ultimo governatore britannico di Hong Kong fu Christopher Francis Patten, dal 1992 al 1997. Hong Kong divenne la prima regione amministrativa speciale della Cina e Tung Chee-Hwa assunse la carica di primo Capo dell'esecutivo. Quello stesso anno, Hong Kong subì un doppio colpo: la crisi finanziaria asiatica e l'epidemia di influenza aviaria H5N1. Nel 2003, Hong Kong è stata gravemente colpita dallo scoppio della Sindrome Acuta Respiratoria Severa (SARS). L'Organizzazione mondiale della sanità ritiene che a Hong Kong vi siano stati 1 755 infetti e 299 morti. Si stima che circa 380 milioni di dollari di Hong Kong (48,9 milioni di dollari americani) siano stati persi a causa dell'epidemia.
Il 10 marzo 2005 Tung annunciò le sue dimissioni dalla carica di Capo dell'esecutivo a causa di "problemi di salute". Donald Tsang, il segretario generale dell'amministrazione, a seguito delle elezioni del 21 giugno 2005, svoltesi comunque senza un'opposizione, divenne il secondo Capo dell'esecutivo di Hong Kong. Nel 2007 Tsang fu riconfermato per un secondo mandato. Oggi Hong Kong continua a essere protagonista come centro finanziario mondiale, ma deve affrontare l'incertezza sul suo futuro a causa della crescente potenza economica della Cina e il suo rapporto con la Repubblica Popolare Cinese a proposito della riforma democratica e del suffragio universale.
Nel 2019 è iniziato un nuovo ciclo di proteste in seguito al tentativo dell’amministrazione filo-cinese di Hong Kong di introdurre una nuova legge che prevedrebbe la possibilità di estradare nella Cina continentale tutte le persone accusate di reati gravi, ovvero di crimini punibili con una pena superiore ai sette anni di detenzione. A novembre 2019, il campo di partiti pro-democrazia e anti-Pechino hanno nettamente vinto le elezioni locali. Il 28 maggio 2020, in risposta alle proteste, il governo di Pechino annuncia l'introduzione della "legge sulla sicurezza nazionale di Hong Kong", in grado di estendere nella regione autonoma i poteri concessi alle forze di polizia cinesi, per contrastare reati di terrorismo, secessione, sovversione e ingerenza straniera. Dal 1º giugno al 1º luglio gli arresti in riferimento a questa legge sono stati circa 300. In seguito a questi problemi il premier britannico Boris Johnson ha offerto la sua disponibilità a offrire il passaporto britannico a circa 3 milioni di residenti a Hong Kong, cosa che ha scatenato tensione tra lui e il leader del Partito Comunista Cinese Xi Jinping.

## Geografia

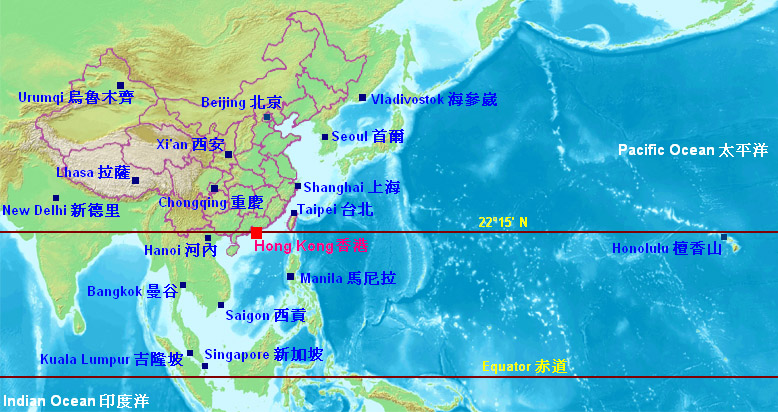
Posizione geografica di Hong Kong.

Hong Kong è situata sulla costa sud della Cina, a 60 km a est di Macao, sul lato opposto del delta del fiume delle Perle. È circondata dal Mar Cinese Meridionale a est, a sud e ovest, e confina con la città di Shenzhen, nel Guangdong, a nord sul fiume Shenzhen. Il territorio copre una superficie totale di 2 754 km² ed è composto dall'isola di Hong Kong, dalla penisola di Kowloon, dai Nuovi Territori e da più di 200 isole in mare aperto, di cui la più grande è l'isola di Lantau. Della superficie totale, 1 110 km² sono di terre emerse, mentre 50 km² sono acque interne. Hong Kong vanta il diritto sulle acque territoriali a una distanza di 3 miglia nautiche (5,6 km).
Gran parte del territorio di Hong Kong è collinare, con forti pendenze, e circa il 40% della superficie è riservata a parchi nazionali e riserve naturali. La maggior parte del territorio urbano si sviluppa sulla penisola di Kowloon, lungo il bordo settentrionale dell'isola di Hong Kong e in insediamenti sparsi su tutti i Nuovi Territori. La massima altura è il Tai Mo Shan, 957 metri sul livello del mare. La lunga e irregolare costa di Hong Kong fornisce molte baie, fiumi e spiagge. Il 18 settembre 2011 l'UNESCO ha inserito il Hong Kong Global Geopark nella sua rete di geoparchi globale. Presso il distretto di Sha Tin scorre il fiume Shing Mun.

## Clima
La città è situata appena a sud del Tropico del Cancro, il clima di Hong Kong è subtropicale (nella classificazione dei climi di Koppen è indicato come "Cwa") e incline ai monsoni. Molto mite e relativamente secco l'inverno, tra dicembre e marzo la media giornaliera mensile è di 16-19 °C con 25–71 mm di pioggia; piuttosto caldo, umido e piovoso dalla primavera all'estate, mentre in autunno risulta caldo, soleggiato e abbastanza asciutto, con le medie giornaliere dei mesi più caldi (da maggio a ottobre) tutte tra 25 °C e 29 °C, con precipitazioni medie superiori ai 300 mm mensili tra maggio e agosto (dove si superano i 400 mm medi). Occasionalmente è investita da tifoni.
L'ecologia di Hong Kong è molto influenzata dai bruschi cambiamenti del tempo, a seconda delle stagioni e delle influenze dei venti. Hong Kong ha in media 1 948 ore all'anno di sole. La temperatura più alta registrata dall'Osservatorio di Hong Kong è stata di 36,1 °C (104 °F) mentre la più bassa 0 °C (32 °F).
| Hong Kong           | Mesi | Mesi | Mesi | Mesi  | Mesi  | Mesi  | Mesi  | Mesi  | Mesi  | Mesi  | Mesi | Mesi | Stagioni | Stagioni | Stagioni | Stagioni | Anno    |
| Hong Kong           | Gen  | Feb  | Mar  | Apr   | Mag   | Giu   | Lug   | Ago   | Set   | Ott   | Nov  | Dic  | Inv      | Pri      | Est      | Aut      | Anno    |
| ------------------- | ---- | ---- | ---- | ----- | ----- | ----- | ----- | ----- | ----- | ----- | ---- | ---- | -------- | -------- | -------- | -------- | ------- |
| T. max. media (°C)  | 18,6 | 18,6 | 21,5 | 25,1  | 28,4  | 30,4  | 31,3  | 31,1  | 30,2  | 27,7  | 24,0 | 20,3 | 19,2     | 25,0     | 30,9     | 27,3     | 25,6    |
| T. min. media (°C)  | 14,1 | 14,4 | 16,9 | 20,6  | 23,9  | 26,1  | 26,7  | 26,4  | 25,6  | 23,4  | 19,4 | 15,7 | 14,7     | 20,5     | 26,4     | 22,8     | 21,1    |
| Precipitazioni (mm) | 24,9 | 52,3 | 71,4 | 188,5 | 329,5 | 388,1 | 374,4 | 444,6 | 287,5 | 151,9 | 35,1 | 34,5 | 111,7    | 589,4    | 1 207,1  | 474,5    | 2 382,7 |
| Giorni di pioggia   | 5,6  | 9,5  | 10,5 | 11,7  | 15,5  | 18,8  | 17,8  | 17,4  | 14,8  | 8,1   | 5,7  | 4,3  | 19,4     | 37,7     | 54,0     | 28,6     | 139,7   |

## Ambiente
L'inquinamento atmosferico è in aumento a Hong Kong. Nel 2011, l'indice di inquinamento atmosferico (API) sviluppato dalle autorità ha superato il livello 100 ("molto alto") più del 20% dell'anno, dieci volte di più che nel 2005. L'indice è "alto" per il 70% del tempo e "medio" inferiore al 10% del tempo. Secondo il quotidiano Le Monde: «Bisogna anche aggiungere che l'API è incredibilmente tollerante. Calcolato sulla base della concentrazione dei cinque principali inquinanti, l'indice di Hong Kong rende sistematicamente accettabili per il grande pubblico i valori limite di esposizione considerati pericolosi dall'Organizzazione mondiale della sanità (OMS)».
L'Università di Hong Kong stima che 3 200 morti all'anno sono attribuibili all'inquinamento atmosferico. Tuttavia, secondo uno degli autori dello studio, queste cifre sono un minimo e tengono conto solo degli effetti a breve termine dell'inquinamento sulla salute della popolazione. L'impatto totale sarà molto maggiore quando i risultati degli studi a lungo termine saranno integrati. L'inquinamento causa anche 160 000 giorni di ospedalizzazione e più di 7 milioni di visite mediche all'anno, con un costo di 40 miliardi di dollari per il governo di Hong Kong.
Hong Kong si trova ad affrontare quantità sempre maggiori di rifiuti elettronici. Ogni anno vi si producono più di 70 000 tonnellate di materiali elettronici e Hong Kong è considerata la "spazzatura elettronica dall'Asia" a causa delle importazioni di rifiuti, la maggior parte delle quali proviene dagli Stati Uniti. Negli ultimi anni sono state istituite centinaia di discariche.

## Società

### Evoluzione demografica
| Anno | Popolazione |
| ---- | ----------- |
| 1841 | 7 500       |
| 1851 | 33 100      |
| 1861 | 119 300     |
| 1871 | 124 200     |
| 1881 | 160 400     |
| 1891 | 221 400     |
| 1901 | 283 205     |
| 1911 | 456 739     |
| 1921 | 625 166     |
| 1931 | 849 751     |
| 1941 | 1 640 000   |
| 1945 | 1 700 000   |
| 1951 | 2 265 000   |
| 1961 | 3 133 131   |
| 1971 | 3 936 630   |
| 1981 | 4 986 560   |
| 1991 | 5 522 281   |
| 1996 | 6 217 556   |
| 2001 | 6 708 389   |
| 2006 | 7 013 832   |
| 2011 | 7 071 600   |
| 2017 | 7 409 800   |

La popolazione abitante del territorio conta circa 7 053 000 individui con una densità abitativa di 6 390 per km². Nel 2009 Hong Kong possedeva un tasso di natalità dell'11,7 per 1 000 abitanti e un tasso di fecondità totale di 1 032 bambini ogni 1 000 donne. Hong Kong ha registrato il record negativo di 8,2 nascite ogni 1 000 persone nel periodo 2005-2010. La bassa natalità, unitamente a un alto tenore di vita, è la causa del progressivo invecchiamento demografico: si stima che il 26,8% della popolazione avrà più di 65 anni nel 2033, rispetto al 12,1% del 2005.
I residenti provenienti dalla Cina continentale non hanno il diritto di residenza a Hong Kong, né sono autorizzati a entrare nel territorio liberamente. Tuttavia, l'afflusso di immigrati provenienti dalla Cina continentale, che si avvicina ai 45 000 all'anno, è un contributo significativo per la sua crescita demografica: a una quota giornaliera di 150 cinesi continentali con legami famigliari a Hong Kong viene concesso un permesso speciale. L'aspettativa di vita della popolazione è di 79,16 anni per i maschi e di 84,79 anni per le donne, al 2009, rendendola una delle più alte del mondo.

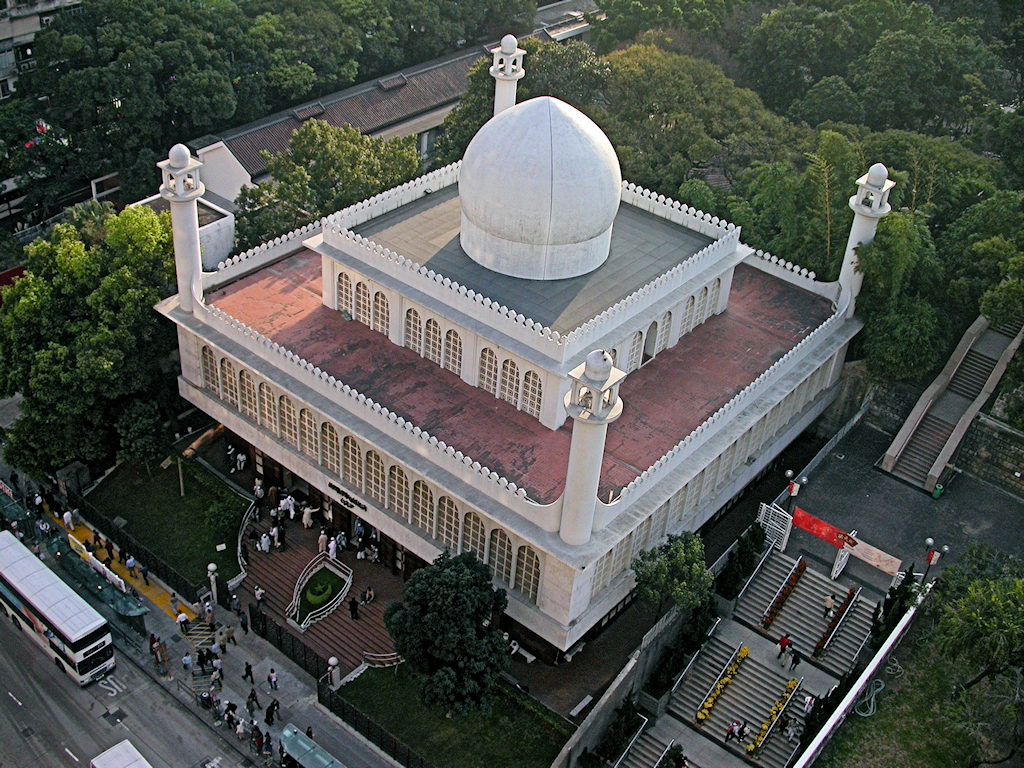
Veduta aerea di Kowloon Masjid e del Centro Islamico.

Circa il 95% della popolazione di Hong Kong è di origine cinese, la maggioranza delle quali sono Taishanese, Chiu Chow, di etnia cantonese o Hakka. La maggioranza degli abitanti proviene principalmente dalle regioni di Canton e di Taishan nella provincia di Guangdong. Il restante 5% della popolazione è composta da persone di etnia non cinese. Vi è una rappresentanza di individui provenienti dall'Asia meridionale, come indiani, pakistani e nepalesi; alcuni rifugiati vietnamiti sono diventati residenti permanenti di Hong Kong. Vi sono anche i britannici, americani, canadesi, giapponesi e coreani che lavorano nei settori commerciali e finanziari della città. Nel 2008 si contavano circa 252 500 collaboratori domestici provenienti dall'Indonesia e dalle Filippine.

### Lingue

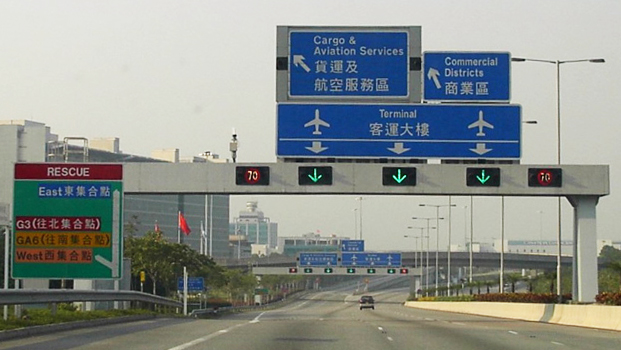
A Hong Kong l'inglese precede il cinese nella segnaletica stradale

Le lingue ufficiali di Hong Kong sono l'inglese e il cinese (scritto con i caratteri tradizionali), usate anche per i cartelli stradali. La lingua più diffusa è tuttavia il cantonese (nella sua variante locale), parlata dal 95% della popolazione e usata anche nell'istruzione. Nel 2016 l'inglese viene parlato dal 53,2% della popolazione, mentre dal 1997 si è visto un aumento di immigrati provenienti dalla Cina continentale e una minor integrazione con l'economia continentale che ha portato un numero crescente di individui che parlano il mandarino, con una percentuale che ammonta nel 2016 al 48,6% della popolazione.

### Etnie
Nella tabella di seguito sono riportati i gruppi etnici della popolazione di Hong Kong in base ai dati dei censimenti del 2006, 2011 e 2016.
| Gruppo etnico  | Censimento 2024 | Censimento 2024 | Censimento 2011 | Censimento 2011 | Censimento 2016 | Censimento 2016 |
| Gruppo etnico  | Numero          | %               | Numero          | %               | Numero          | %               |
| -------------- | --------------- | --------------- | --------------- | --------------- | --------------- | --------------- |
| Cinesi         | 6 522 148       | 95,0            | 6 620 393       | 93,6            | 6 752 202       | 92,0            |
| Filippini      | 112 453         | 1,6             | 133 018         | 1,9             | 184 081         | 2,5             |
| Indonesiani    | 87 840          | 1,3             | 133 377         | 1,9             | 153 299         | 2,1             |
| Occidentali    | 36 384          | 0,5             | 55 236          | 0,8             | 58 209          | 0,8             |
| Indiani        | 20 444          | 0,3             | 28 616          | 0,4             | 36 462          | 0,5             |
| Nepalesi       | 15 950          | 0,2             | 16 518          | 0,2             | 25 472          | 0,3             |
| Pachistani     | 11 111          | 0,2             | 18 042          | 0,3             | 18 094          | 0,2             |
| Thai           | 11 900          | 0,2             | 11 213          | 0,2             | 10 215          | 0,1             |
| Giapponesi     | 13 189          | 0,2             | 12 580          | 0,2             | 9 976           | 0,1             |
| Altri asiatici | 12 663          | 0,2             | 12 247          | 0,2             | 19 589          | 0,3             |
| Altri          | 20 264          | 0,3             | 30 336          | 0,4             | 68 986          | 0,9             |
| Totale         | 6 864 346       | 6 864 346       | 7 071 576       | 7 071 576       | 7 336 585       | 7 336 585       |

### Religione

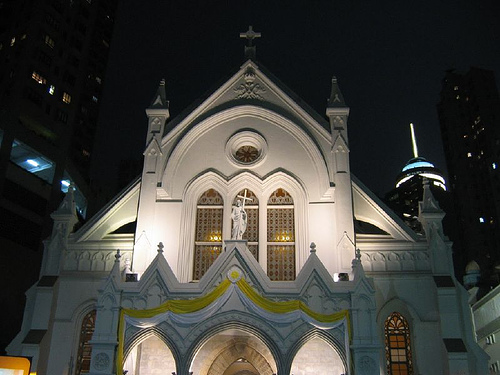
La cattedrale cattolica dell'Immacolata Concezione sull'isola di Hong Kong

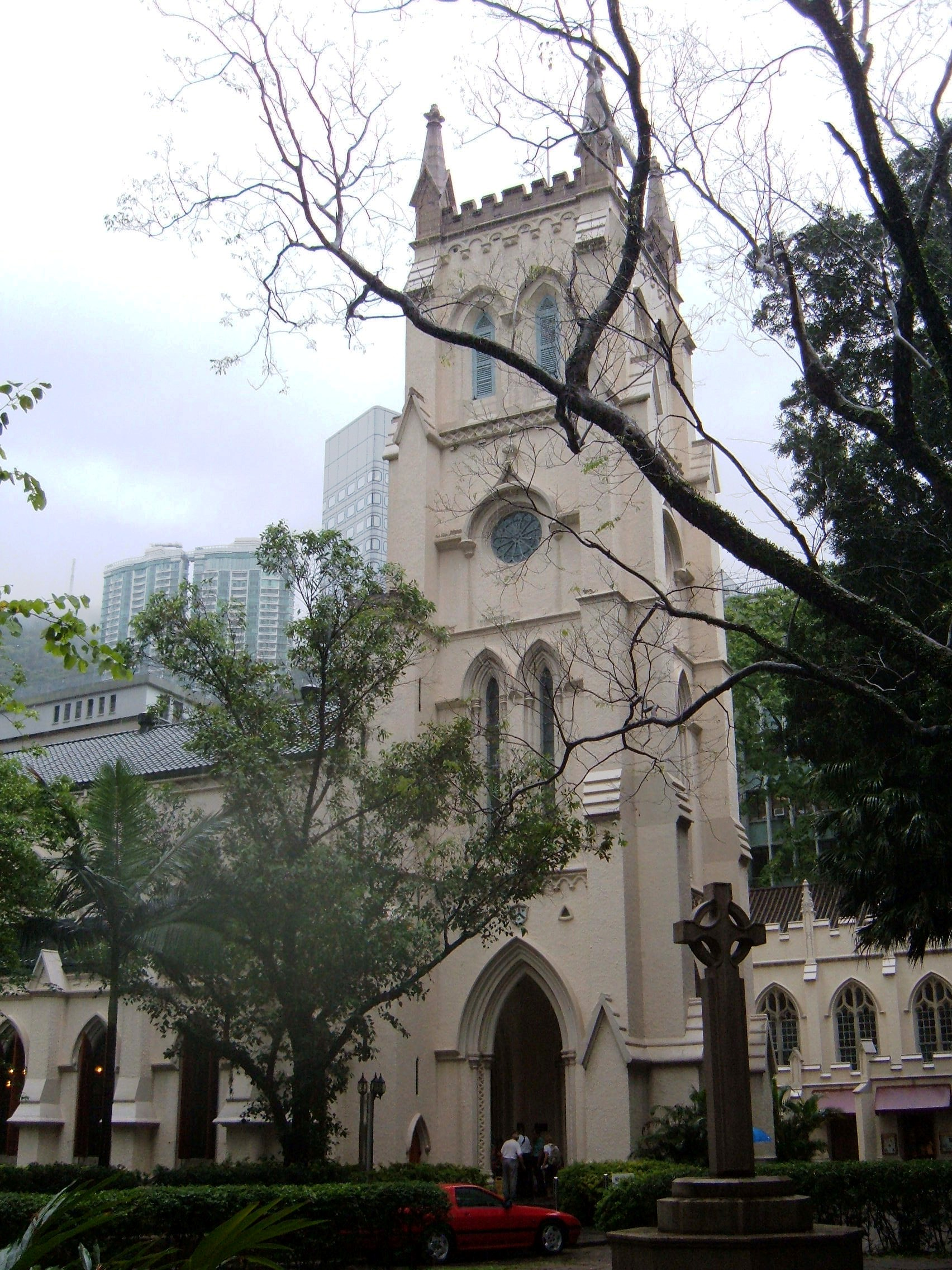
Campanile della cattedrale di San Giovanni, presso Central

La maggioranza dei residenti di Hong Kong non rivendica alcuna affiliazione religiosa, professando una forma di agnosticismo o ateismo. Secondo il Dipartimento di Stato degli Stati Uniti, solo il 43% della popolazione pratica una qualche forma di religione. Secondo un sondaggio di Gallup, il 64% dei residenti di Hong Kong non professa alcuna religione, e altre stime arrivano a sostenere che questa percentuale arrivi fino all'80%.
Hong Kong gode di un elevato grado di libertà religiosa, garantita dalla sua legge fondamentale. Le principali religioni di Hong Kong sono il Buddismo, il Taoismo e il Confucianesimo. Uno studio locale sulle religioni stima che vi siano circa 1,5 milioni di buddisti e taoisti. Una comunità cristiana di circa 833 000 fedeli copre circa l'11,7% della popolazione totale. I protestanti sono il gruppo maggiore con un rapporto di 4:3, anche se esistono piccole comunità tra cui i Mormoni e i Testimoni di Geova. La chiesa anglicana e cattolica sono libere di nominare i propri vescovi, a differenza di quanto avviene nella Cina continentale. Vi sono anche sikh, musulmani, ebrei, indù e le comunità bahá'í. La pratica del Falun Gong è tollerata.

## Statistiche economiche
Statisticamente la disuguaglianza economica di Hong Kong è la più elevata dell'Asia. Secondo un rapporto del Programma Insediamenti Umani delle Nazioni Unite risalente al 2008, il coefficiente di Gini di Hong Kong è di 0,53, è il più alto dell'Asia e "relativamente elevato nel contesto internazionale". Tuttavia, il governo ha sottolineato che la disparità di reddito non equivale a un peggioramento della situazione di povertà e che il coefficiente di Gini non è strettamente comparabile tra le nazioni. Il governo ha sottolineato che la ristrutturazione economica, i cambiamenti nella dimensione dei nuclei familiari e l'aumento dei posti di lavoro ad alto reddito siano stati fattori che hanno distorto il coefficiente di Gini.

## Amministrazione

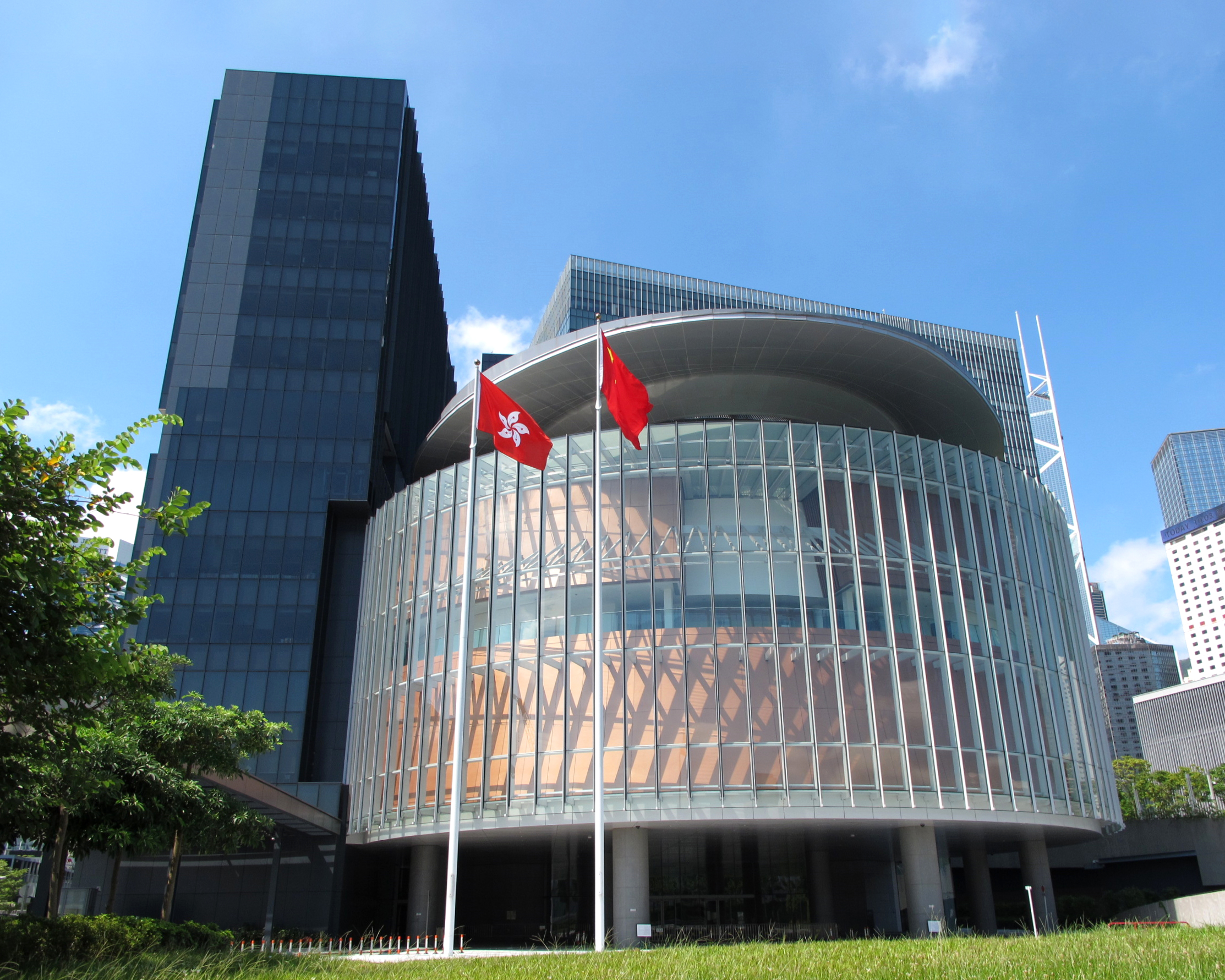
Complesso del Consiglio legislativo

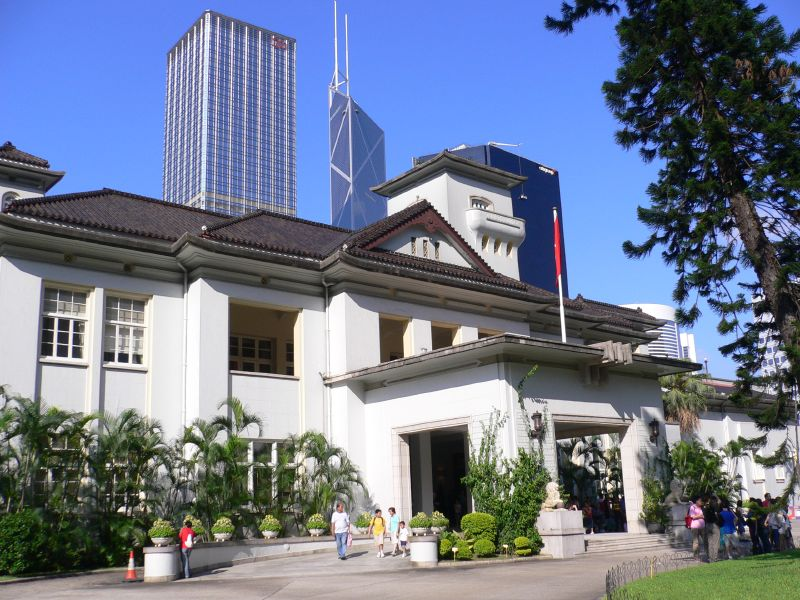
Casa del Governatore a Hong Kong, residenza ufficiale del Direttore Generale

La "legge fondamentale di Hong Kong" è la legge che funge da costituzione per la RAS di Hong Kong. In conformità con tale documento e la dichiarazione congiunta sino-britannica, Hong Kong vanta un "alto grado di autonomia come regione amministrativa speciale, in tutti i settori con l'eccezione della difesa e della politica estera". Per questo la regione può mantenere il suo sistema economico di libero mercato e può garantire diritti e libertà ai suoi cittadini, almeno fino al 2047. Tuttavia, sebbene tali garanzie sono sancite dalla legge fondamentale (formulata sulla base del common law britannico), essa è soggetta a interpretazione e a potenziali emendamenti da parte del Comitato permanente dell'Assemblea nazionale del popolo come nel caso della legge sulla sicurezza nazionale di Hong Kong, promulgata aggirando le autorità regionali.
La legge fondamentale delinea anche la struttura di governo e i suoi organi principali: il Consiglio dell'esecutivo, il servizio civile, il Consiglio legislativo e quello della magistratura. Il Consiglio dell'esecutivo è presieduto dal capo dell'esecutivo, che viene eletto dal Comitato elettorale e poi nominato dal governo centrale cinese. Il servizio civile è un organo politicamente neutro che attua politiche e servizi amministrativi, i cui funzionari pubblici sono nominati con criterio meritocratico. Il Consiglio legislativo è composto da 60 membri, la metà dei quali è direttamente eletta a suffragio universale dai residenti permanenti di Hong Kong, sulla base di cinque circoscrizioni geografiche. L'altra metà, conosciuta come circoscrizioni funzionali, è direttamente eletta da un elettorato più piccolo, che si compone di organi e di persone provenienti da diversi settori funzionali. L'intero Consiglio è presieduto dal Presidente del Consiglio legislativo. I giudici vengono nominati dal Direttore Generale su raccomandazione di una commissione indipendente.
L'attuazione della legge fondamentale, tra cui il come e il quando dovesse essere adottato il suffragio universale, è stata una questione importante nel dibattito politico durante il periodo di trasferimento di sovranità. Nel 2002, la proposta di legge anti-sovversione del governo a norma dell'articolo 23 della legge fondamentale, che prevedeva l'emanazione di leggi che vietano atti di tradimento e sovversione contro il governo cinese, è stata accolta da una feroce opposizione e alla fine accantonata. Il dibattito tra i gruppi pro-Pechino, che tendono a sostenere l'esecutivo, e i pan-democratici caratterizza la scena politica di Hong Kong, con questi ultimi che sostengono un ritmo più veloce di democratizzazione e del principio di "un uomo un voto".

### Sistema giuridico e giudiziario

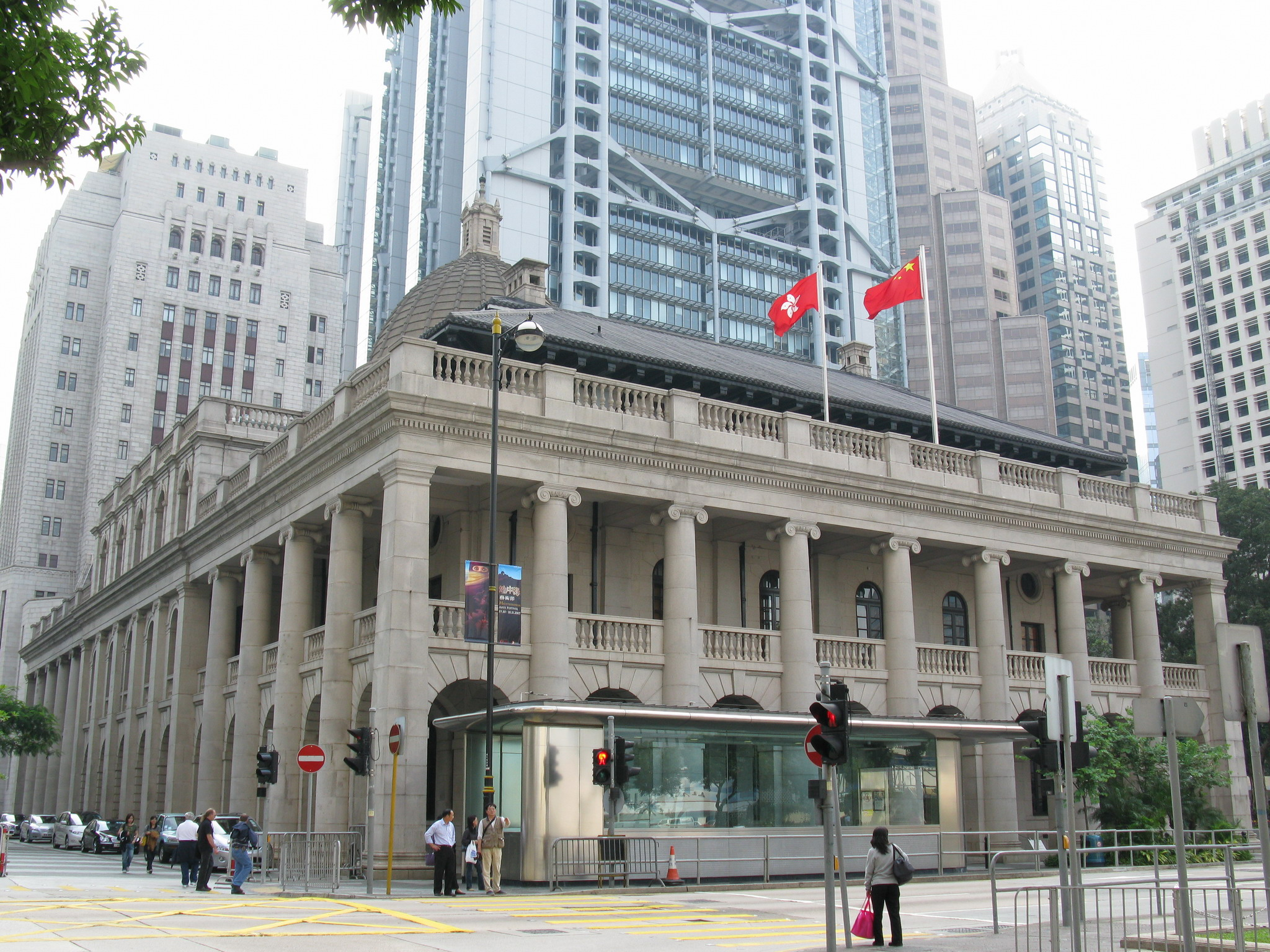
La Corte d'appello finale di Hong Kong

Il sistema legale di Hong Kong è completamente indipendente dal sistema giuridico della Cina continentale. Differentemente da esso, il sistema di Hong Kong continua a seguire il tradizionale sistema giuridico inglese stabilitosi durante il dominio britannico. I tribunali di Hong Kong possono riferirsi alle decisioni pronunciate dai giudici di altri ordinamenti di common law come precedenti, e giudici di altri ordinamenti di common law, più frequentemente provenienti dall'Inghilterra, dal Canada e dall'Australia, sono autorizzati a sedere come giudici non permanenti nel Tribunale di appello.
Strutturalmente, il sistema giudiziario è costituito dalla Alta Corte, che si compone della Corte d'Appello e del Tribunale di primo grado, e dalla Corte distrettuale, che comprende il Tribunale della famiglia.
I giudici dell'Alta Corte sono nominati dal Capo dell'esecutivo di Hong Kong.
Il Dipartimento di Giustizia è responsabile della gestione delle questioni legali per il governo. Le sue responsabilità comprendono la consulenza legale, l'azione penale, la rappresentanza civile, la redazione e la riforma del diritto e della politica e la cooperazione giuridica internazionale tra le diverse giurisdizioni. Oltre a perseguire cause penali, gli avvocati del Dipartimento di giustizia agiscono per conto del governo in tutte le cause civili e amministrative contro il governo stesso. Come protettore dell'interesse pubblico, il dipartimento può intervenire in tutti i casi che coinvolgono l'interesse comune. La legge fondamentale protegge il Dipartimento di giustizia da qualsiasi interferenza da parte del governo quando esercita il suo controllo sul processo penale.

### Diritti umani

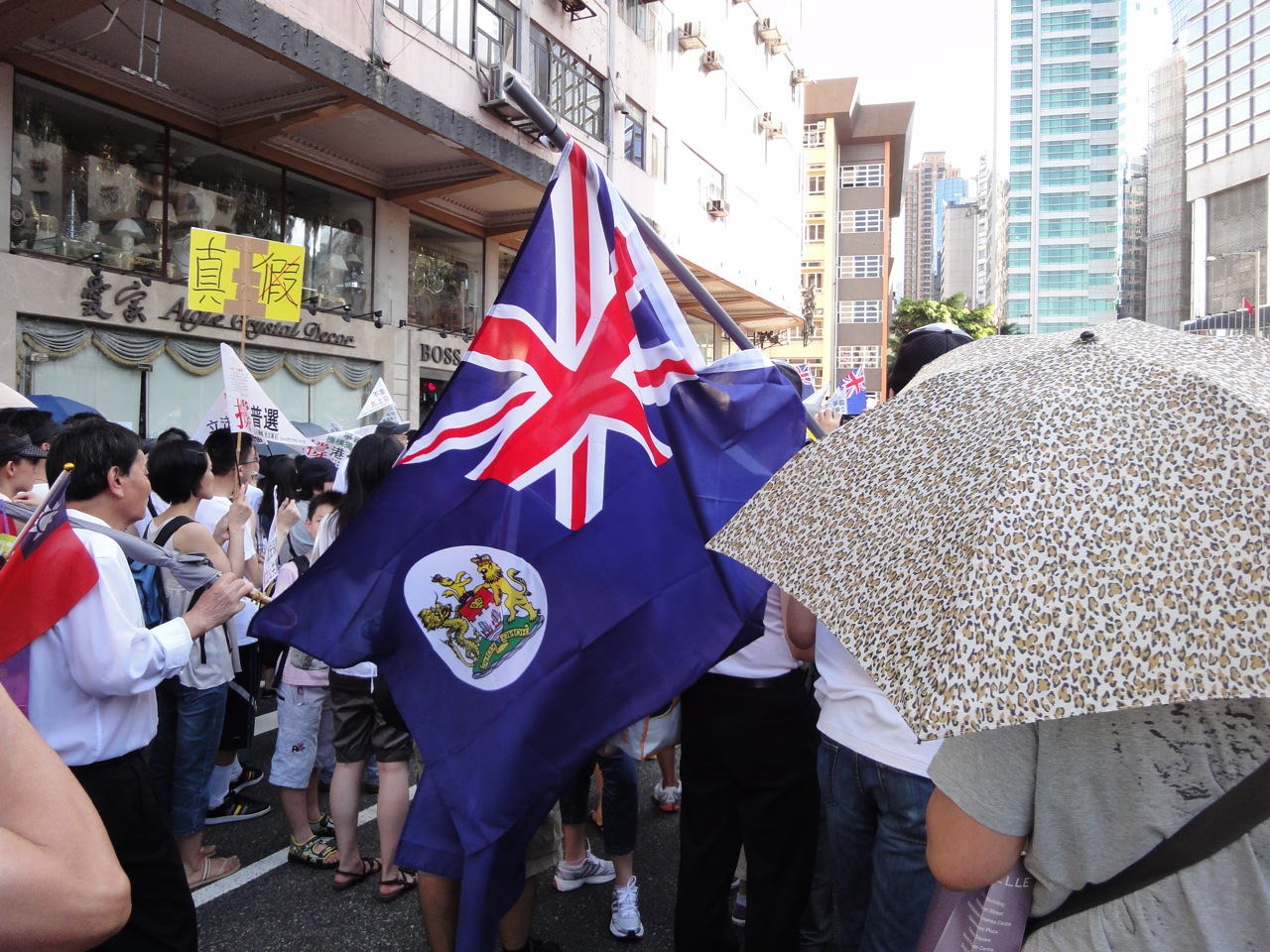
Marcia del 1º luglio a Hong Kong.

La Legge fondamentale di Hong Kong si basa sulla legge inglese e quindi, in generale, Hong Kong gode di un alto livello di libertà civili. Il governo di Hong Kong rispetta, in generale, i diritti umani dei cittadini. Vi sono preoccupazioni per quanto riguarda la libertà di riunione, che è limitata da un'ordinanza pubblica. La polizia è stata talvolta accusata di usare la mano pesante nei confronti dei manifestanti. Per quanto riguarda il diritto alla privacy, una certa sorveglianza rimane la principale preoccupazione.
Vi è una mancanza di protezione per gli individui omosessuali, a causa della mancanza di una legge contro la discriminazione sull'orientamento sessuale, anche se al momento non vi sono leggi che criminalizzano l'omosessualità di per sé. Vi sono anche delle critiche riguardo a una mancanza di tutela per i diritti del lavoro.

### Suddivisione amministrativa

Mappa amministrativa di Hong Kong.

Hong Kong è divisa amministrativamente in 18 distretti:
1. Distretto delle Isole
2. Distretto di Kwai Tsing
3. Distretto Nord
4. Distretto di Sai Kung
5. Distretto di Sha Tin
6. Distretto di Tai Po
7. Distretto di Tsuen Wan
8. Distretto di Tuen Mun
9. Distretto di Yuen Long
10. Distretto di Kowloon City
11. Distretto di Kwun Tong
12. Distretto di Sham Shui Po
13. Distretto di Wong Tai Sin
14. Distretto di Yau Tsim Mong
15. Distretto Centrale e Occidentale
16. Distretto Orientale
17. Distretto Meridionale
18. Distretto di Wan Chai

## Istruzione

### Università
L'Università di Hong Kong è stata istituita nel 1911, dall'esploratore britannico Frederick Lugard, nel periodo di dipendenza di Hong Kong dalla Gran Bretagna.

## Economia

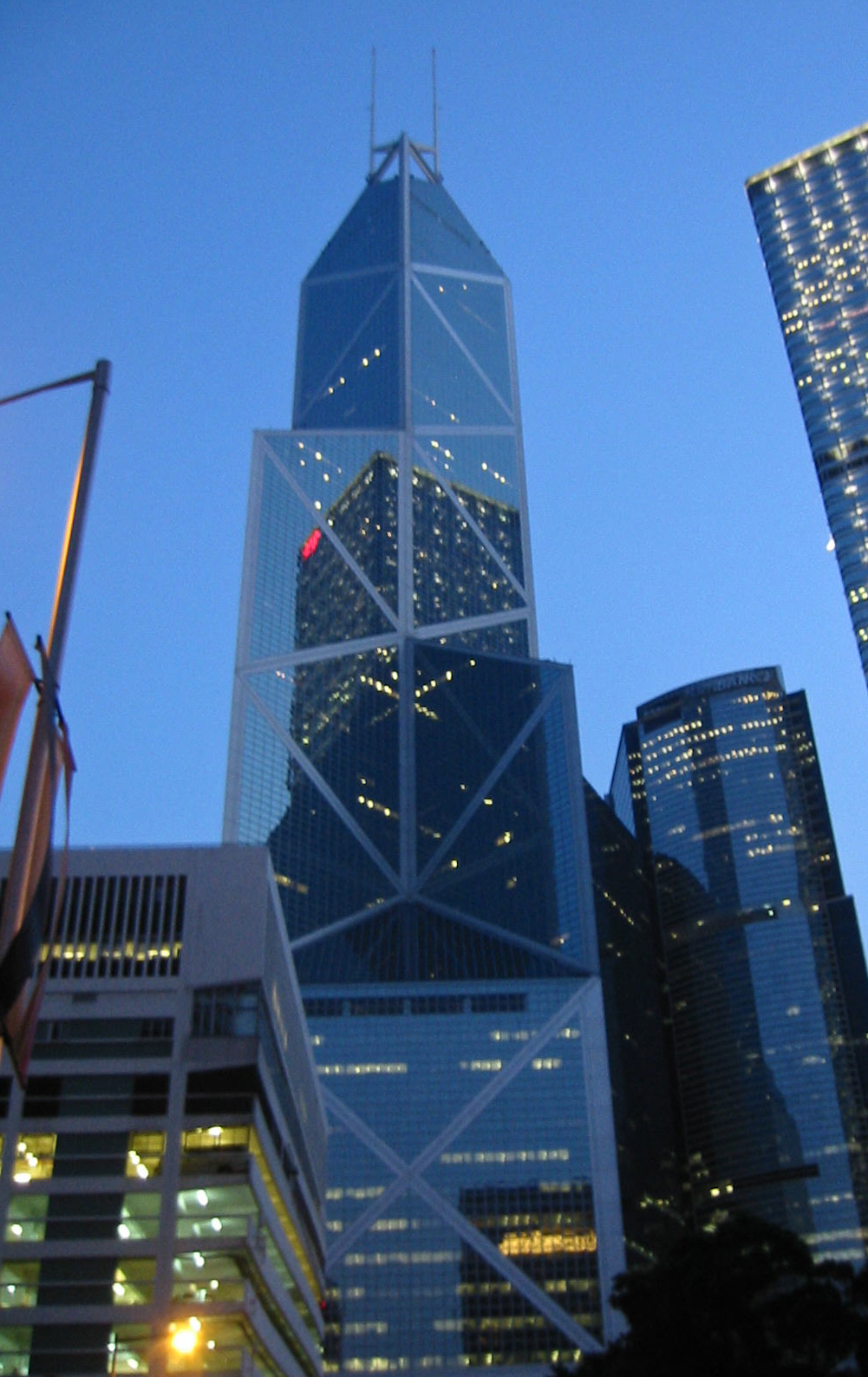
Il grattacielo della Bank of China, uno dei simboli della Hong Kong finanziaria.

L'economia di Hong Kong è dinamica e profondamente legata al commercio internazionale. L'importanza del commercio internazionale è testimoniata dal numero di consolati presenti sul territorio di Hong Kong: nel mese di giugno 2005 vi erano 107 consolati e consolati-generali, più che in qualsiasi altra città della Terra. Persino New York, sede delle Nazioni Unite ospita solo 93 consolati. Hong Kong riveste un ruolo d'importanza internazionale anche nel settore bancario. Il sistema economico è uno dei meno regolati al mondo ed è, infatti, considerato un paradiso fiscale. Il sistema fiscale italiano, col Decreto Ministeriale 04/05/1999, l'ha inserita tra gli Stati o Territori aventi un regime fiscale privilegiato, nella cosiddetta Lista nera, ponendo quindi limitazioni fiscali ai rapporti economico commerciali che si intrattengono tra le aziende italiane e i soggetti ubicati in tale territorio.
Il compito della politica monetaria di Hong Kong è di mantenere la moneta stabile.
Dato il forte grado di apertura internazionale dell'economia, la politica monetaria di Hong Kong ha definito un valore esterno stabile per il dollaro di Hong Kong tramite un tasso di cambio fisso con il Dollaro statunitense: 1 Dollaro statunitense vale 7.80 HKD. La politica monetaria si avvale del sistema di tasso di cambio fisso dall'ottobre 1983.
Hong Kong dispone di limitati quantitativi di risorse naturali, derrate agricole e materie prime e di conseguenza il superiore fabbisogno rispetto alle esigenze di consumo e di produzione deve essere coperto tramite importazioni ma ciò non compromette l'economia della città che è basata in gran parte sul sistema bancario. Hong Kong ha da sempre legami economici e commerciali con la Repubblica Popolare Cinese.
Nel 2001 il settore dei servizi rappresentava l'86,5% del PIL.
Il territorio di Hong Kong grazie a ottime infrastrutture e a un sofisticato settore bancario attira gli investimenti di numerose imprese multinazionali.
Il PIL pro capite di Hong Kong è uno dei più elevati tra le nazioni sviluppate se si considera l'aggiustamento dei dati nominali tramite la parità di potere di acquisto.
La crescita media del PIL tra il 1989 e il 1997 corrisponde al 5%.
Le crisi economiche e finanziarie internazionali e asiatiche hanno immediate conseguenze sul sistema economico fortemente aperto di Hong Kong.
Nel 1998 per via della crisi finanziaria dei paesi del sud-est asiatico il PIL diminuì del 5%.
L'industria del turismo sta vivendo un periodo di forte crescita grazie ai nuovi visti individuali cinesi che concedono ai cittadini della Repubblica Popolare Cinese la possibilità di visitare Hong Kong senza l'obbligo di un viaggio di gruppo.
La forte domanda estera e domestica, la conclusione di un lungo periodo di deflazione e la generale debolezza del dollaro di Hong Kong hanno contribuito alla crescita del PIL dell'8,2% nel 2004.

## Architettura

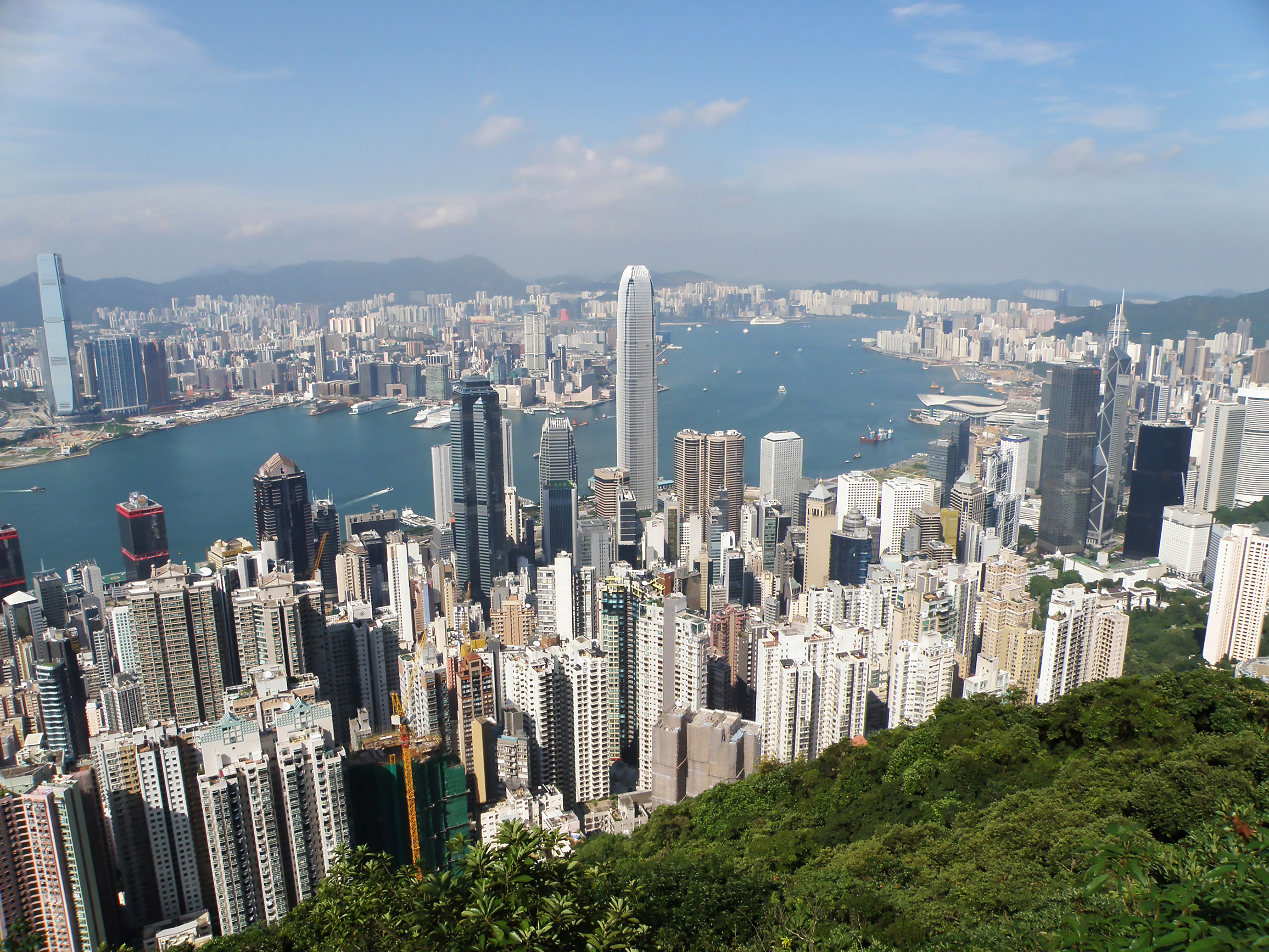
Vista di Hong Kong da Victoria Peak, si vedono il Victoria Harbour e Kowloon.

Secondo Emporis, vi sono 1 294 grattacieli a Hong Kong, mettendola così in cima alla classifica mondiale. L'alta densità abitativa e la fitta concentrazione di grattacieli sono dovuti a una mancanza di spazi disponibili, con appena 1,3 km di distanza media tra il porto e le ripide colline. Trentasei dei 100 più alti edifici residenziali al mondo si trovano a Hong Kong.
A Hong Kong più persone che in qualsiasi altro luogo sulla Terra vivono o lavorano al di sopra del 14º piano, il che la rende la città più verticale del mondo.
Come conseguenza della mancanza di spazio e della forte domanda di costruzioni, pochi vecchi edifici rimangono, e la città sta diventando un centro per l'architettura moderna facendo di Hong Kong la città con la maggiore concentrazione di grattacieli al mondo. L'International Commerce Centre (ICC), di 484 m di altezza, è l'edificio più alto di Hong Kong e uno dei più alti al mondo. Prima di esso, in termini di altezza, vi era l'International Finance Centre a 415 m. Altri edifici caratteristici sullo skyline cittadino includono la sede centrale della HSBC, il triangolare Central Plaza, il The Center con le sue spettacolari luci al neon e la Bank of China Tower con la sua tagliente facciata angolare progettata da Ieoh Ming Pei. Secondo il sito web Emporis, il panorama cittadino vanta il maggiore impatto visivo rispetto a tutte le altre città del mondo. Inoltre, lo skyline di Hong Kong è spesso considerato come il migliore del mondo, con le montagne circostanti e il Victoria Harbour che si integrano tra i grattacieli. La maggior parte degli edifici più antichi rimasti sono strutture edificate tra il XIX secolo e gli inizi del XX secolo.
Vi sono molti piani di sviluppo in atto, tra cui la costruzione di nuovi edifici governativi, la riqualificazione del lungomare e una serie di progetti per il West Kowloon. Sono previsti nuovi grattacieli nella zona a est di Victoria Harbour dopo che la chiusura dell'aeroporto Kai Tak ha permesso la revoca delle severe restrizioni di altezza.

## Trasporti
La rete di trasporti di Hong Kong è molto sviluppata. Oltre il 90% degli spostamenti quotidiani avviene grazie ai trasporti pubblici, la più alta percentuale al mondo. Il pagamento può essere effettuato grazie alla carta Octopus, un sistema introdotto dalla Mass Transit Railway (MTR). La carta viene ampiamente accettata su ferrovie, autobus e traghetti e può anche essere utilizzata come sistema di pagamento in alcuni punti vendita del luogo. Contrariamente all'intero territorio cinese, a Hong Kong gli autoveicoli tengono la mano sinistra, unitamente a Macao.

### Trasporto ferroviario
La principale società ferroviaria cittadina, la Kowloon-Canton Railway Corporation, nel 2007 si è fusa con la MTR andando a creare una rete completa per tutto il territorio, che mantiene il nome di MTR. La rete dispone di 152 stazioni che vengono utilizzate ogni giorno da 3,4 milioni di persone. La Hong Kong Tramways, in attività dal 1904, copre la parte settentrionale dell'isola di Hong Kong.
|  |  |

### Tram

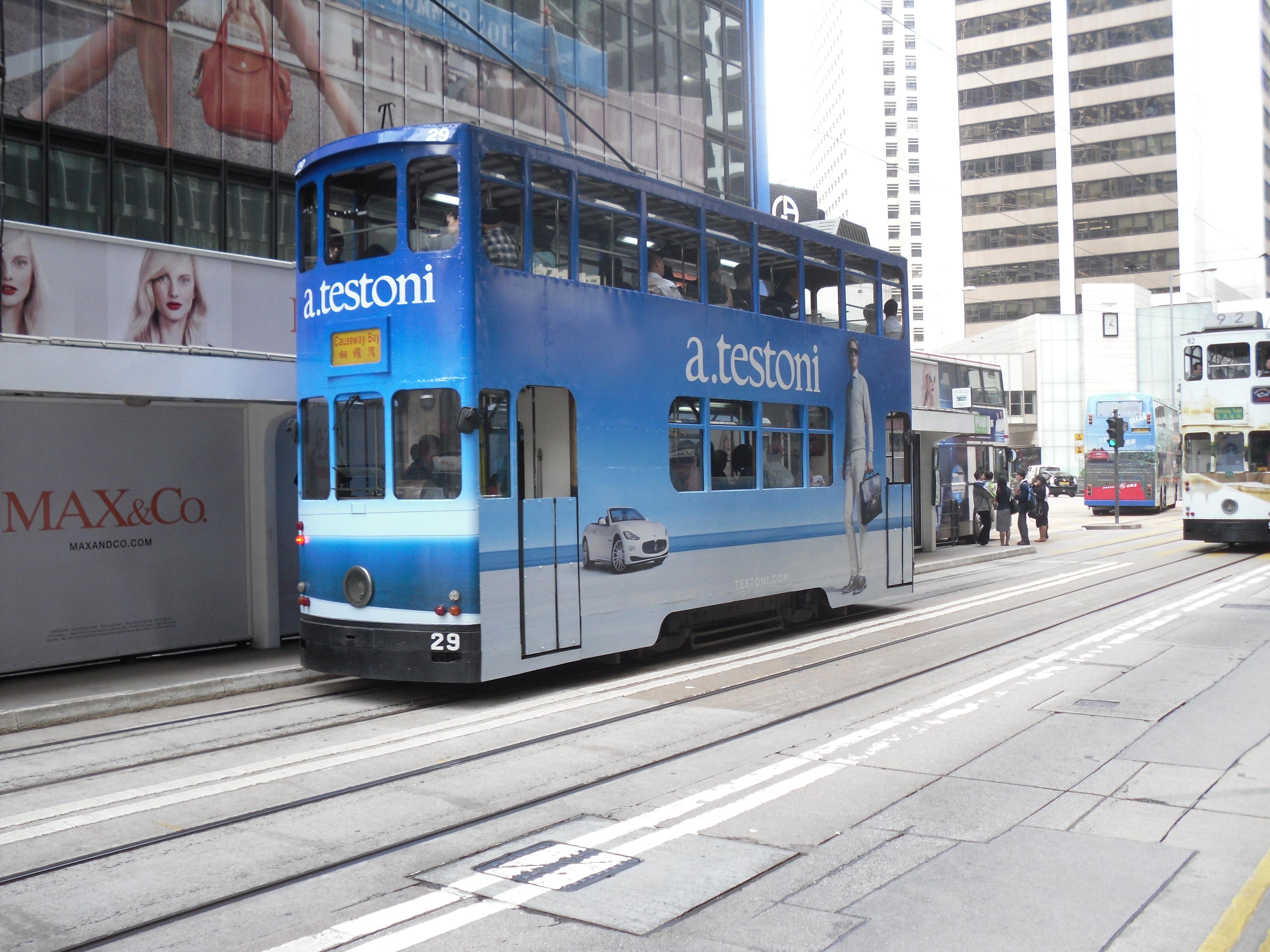
Un tram a Victoria

Il servizio tranviario di Hong Kong utilizza 13 km di rotaie, per un totale di 30 km di linee tranviarie. Viene esercito esclusivamente con motrici a due piani.

### Autobus

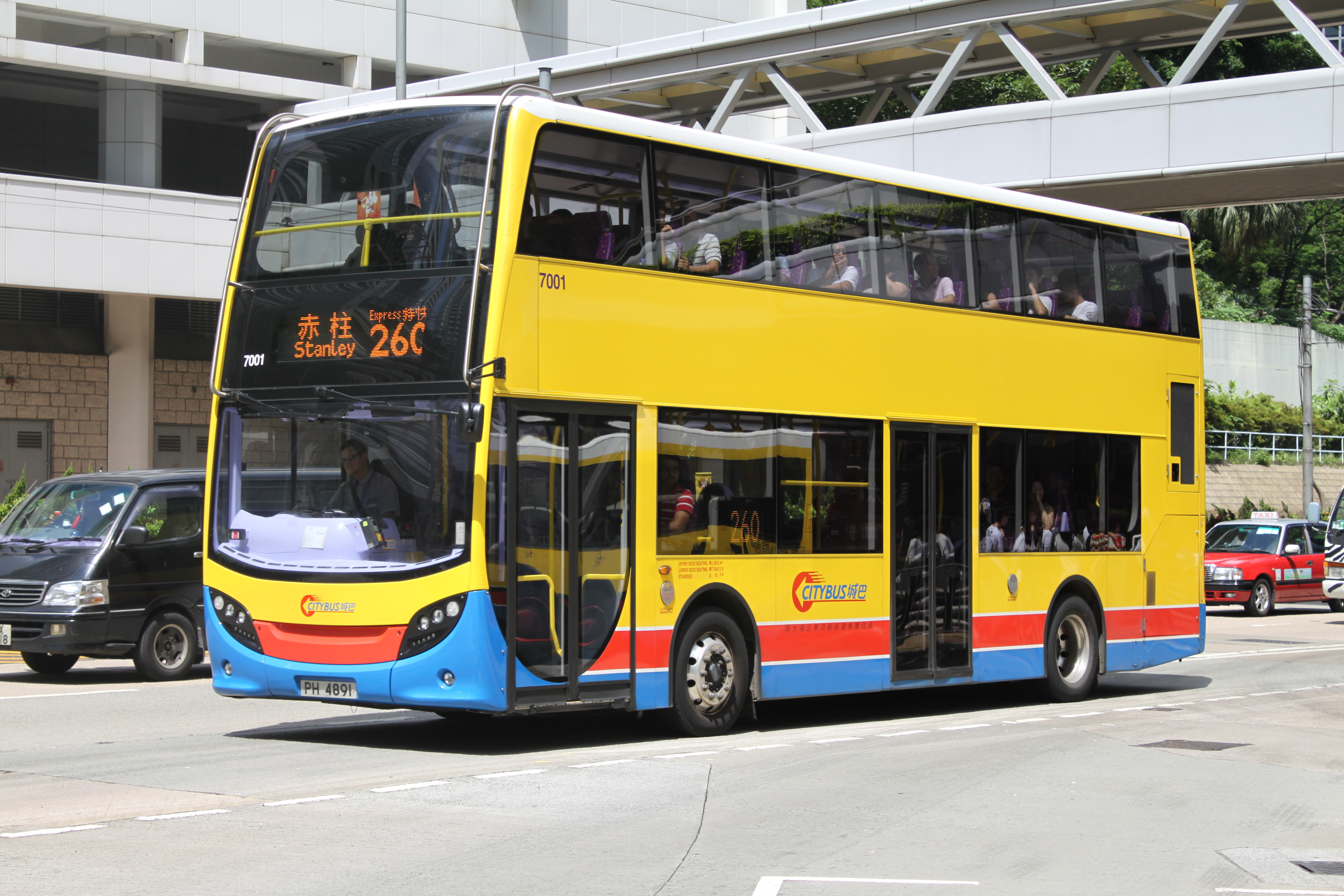
CityBus Alexander Dennis Enviro 400 10,5 mA a due piani diretto a Stanley

Il servizio di autobus di Hong Kong è gestito in franchising da operatori privati. Cinque società offrono il loro servizio su tutto il territorio andando a coprire oltre 700 tratte. Gli autobus a due piani sono stati introdotti nel 1949 e sono oggi utilizzati quasi esclusivamente; gli autobus a piano singolo rimangono in attività nei percorsi dove vi è una domanda minore o dove vi sono strade con minor capacità di carico.

### Trasporti marittimi

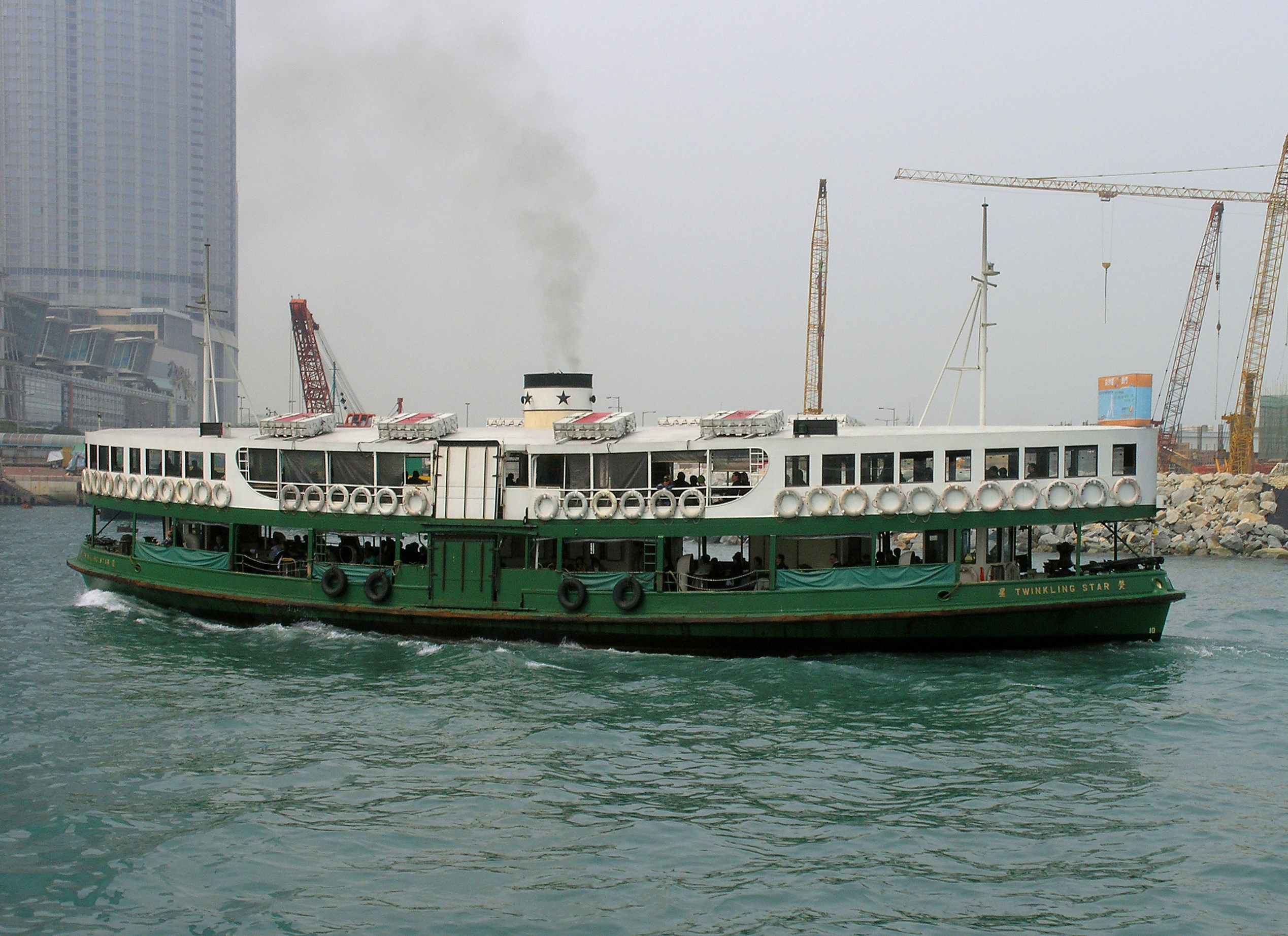
L'Hong Kong-Kowloon Ferry.

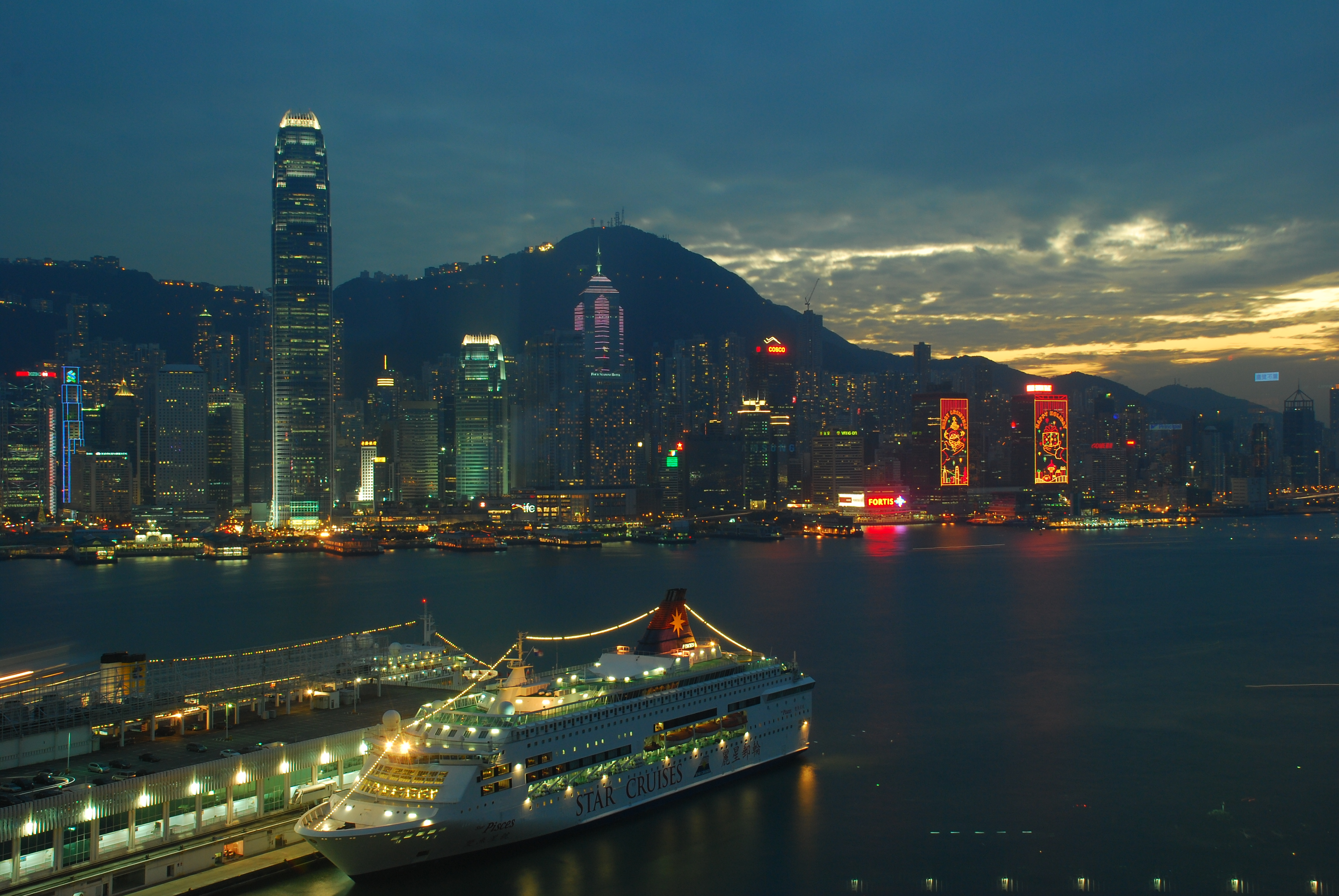
Nave Star Pisces della Star Cruises a Hong-Kong.

Il servizio di traghetti Star Ferry, è stato fondato nel 1888 e gestisce due linee nel Victoria Harbour, offrendo ai suoi 53 000 passeggeri giornalieri, una vista panoramica sullo skyline della città. Altri servizi di traghetto vengono forniti da altri operatori e servono i collegamenti con le isole periferiche, con Macao e con la Cina continentale.
Il porto di Hong Kong è un porto situato in una zona di acque profonde ed è specializzato nella gestione dei container.

### Funicolari

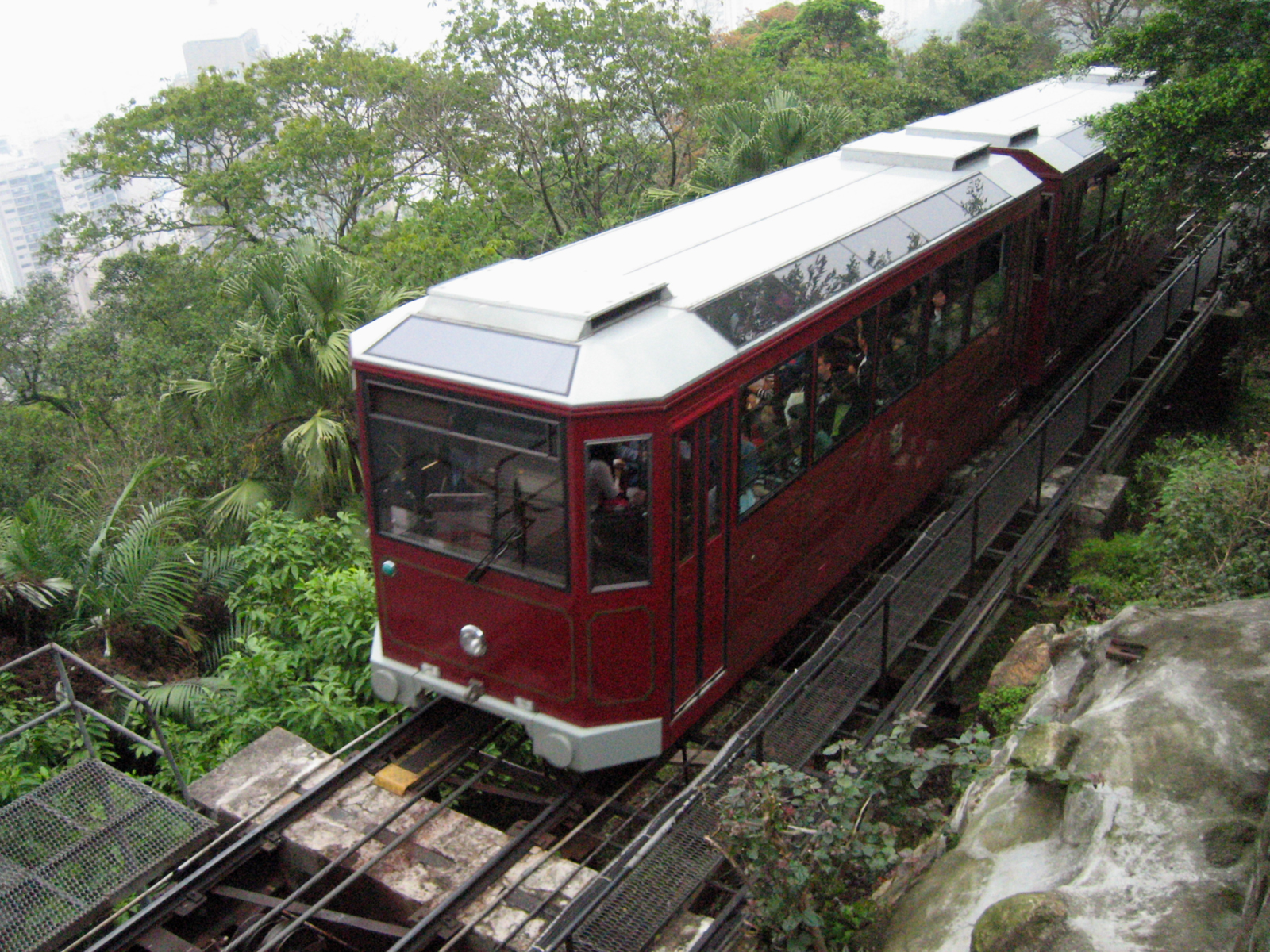
Il Peak Tram di Hong Kong

La Peak Tramway, una funicolare, è il primo servizio di trasporto pubblico di Hong Kong e dal 1888 fornisce il trasporto ferroviario tra Central e Victoria Peak. Nei quartieri più centrali vi è un vasto sistema di scale e marciapiedi mobili, tra cui il più lungo sistema di scala mobile esterna coperta del mondo, il Central-Mid levels escalator.

### Aeroporto
L'aeroporto internazionale di Hong Kong è uno degli aeroporti più trafficati al mondo, servendo oltre 47 milioni di passeggeri e movimentando 4 120 000 tonnellate all'anno (dati del 2007).
L'aeroporto ha sostituito il sovraffollato Kai Tak Airport di Kowloon nel 1998, ed è stato valutato come miglior aeroporto al mondo. Oltre 85 compagnie aeree operano presso di esso ed è il principale hub di Cathay Pacific, Dragonair, Air Hong Kong, Hong Kong Airlines e HK Express.
Parti di alcuni aeroporti sono stati eretti sulle terre sottratte al mare di Hong Kong, tra le quali un'estensione dell'aeroporto Kai Tak, realizzata tra il 1957 e il 1974.

## Sanità
A Hong Kong vi sono 13 ospedali privati e più di 40 ospedali pubblici. Tra sanità pubblica e privata vi è tuttavia poca interazione. Gli ospedali offrono una vasta gamma di servizi di assistenza sanitaria e alcuni ospedali privati sono considerati centri di eccellenza a livello mondiale. Secondo le stime delle Nazioni Unite, Hong Kong vanta la più lunga aspettativa di vita rispetto a qualsiasi altro paese o territorio nel mondo. A partire dal 2012, le donne di Hong Kong rappresentano il gruppo demografico con la vita più lunga del mondo intero.
Vi sono due facoltà di medicina sul territorio, una con sede presso l'Università cinese di Hong Kong e l'altra alla Hong Kong University. Entrambe vantano collaborazioni con gli ospedali pubblici. Per quanto riguarda la specializzazione post lauream, tradizionalmente molti medici di Hong Kong si recano all'estero per la formazione continua e molti frequentano corsi del British Royal College come il CPRM (UK) e le MRCS (UK). Tuttavia, Hong Kong, ha sviluppato le proprie offerte di istruzione medica post lauream, in particolare con la fondazione della Hong Kong Academy of Medicine che sta gradualmente prendendo la responsabilità di tutta la formazione medica post lauream.

## Cultura

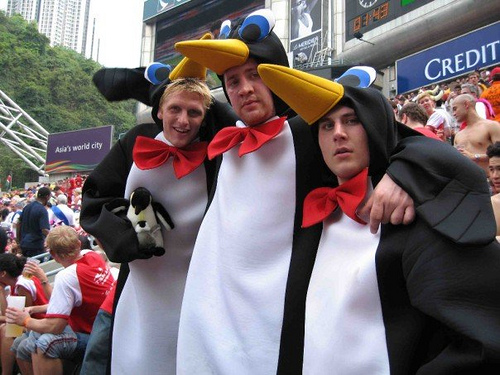
Un gruppo di tifosi inglesi ai Rugby Sevens di Hong Kong. Il lato sud dello stadio è noto per l'entusiasmo dei suoi tifosi.

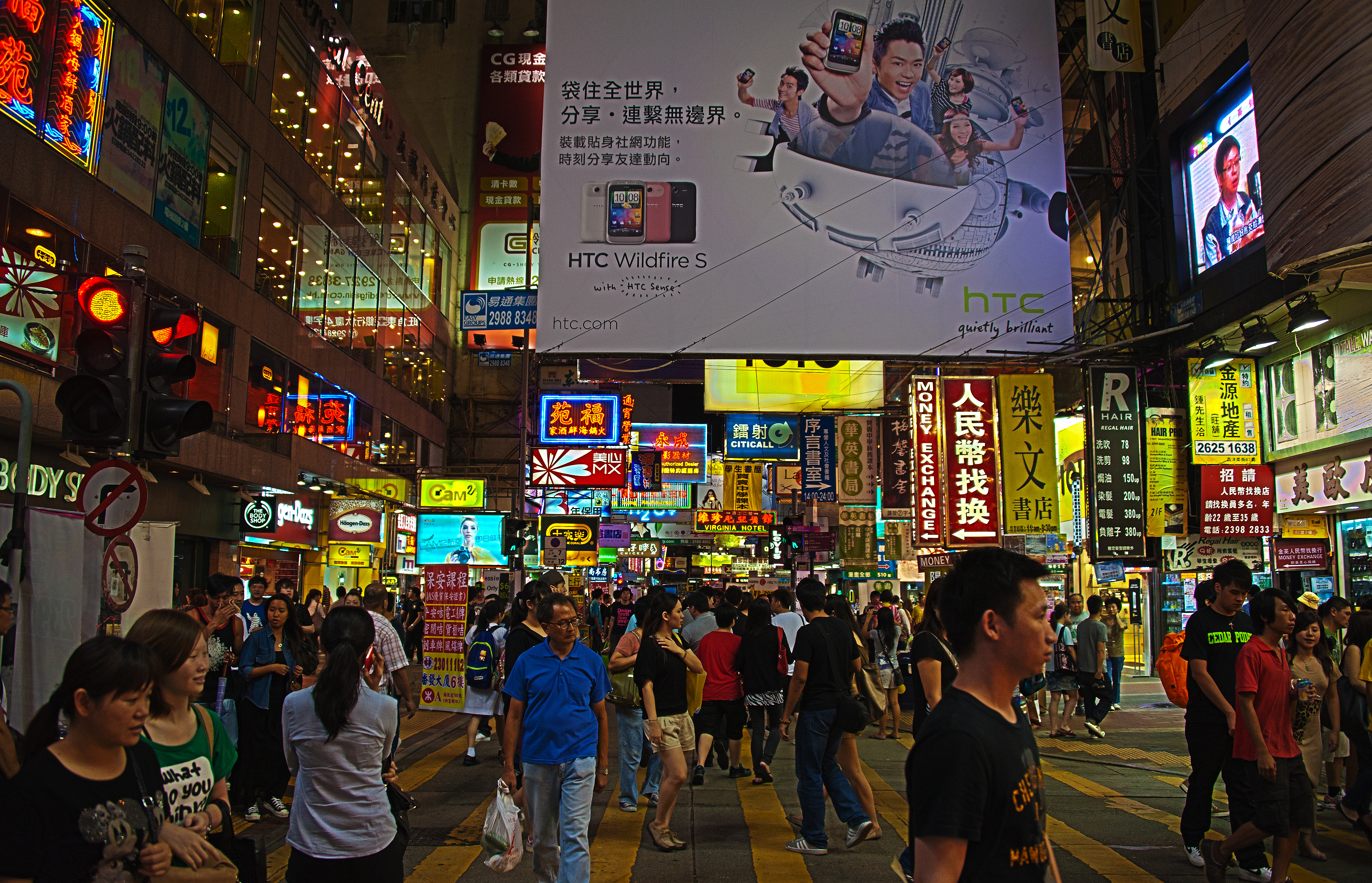
Luci di Kowloon: Mong Kok, Sai Yeung Choi Street South, all'incrocio con Nelson Street (2011).

Hong Kong è stata spesso descritta come luogo dove "l'Oriente incontra l'Occidente", ciò riflette il mix della cultura delle radici cinesi del territorio con le influenze del periodo passato come colonia britannica. Hong Kong equilibra un modo di vita modernizzata con le pratiche tradizionali cinesi. Concetti come feng shui sono prese molto sul serio e vengono adottati nei progetti di costruzione costosi, spesso avvalendosi di consulenti esperti, e sono spesso ritenuti capaci di creare o distruggere un affare. Altri oggetti come gli specchi Bagua sono ancora regolarmente utilizzati per allontanare gli spiriti maligni, e gli edifici spesso sono privi del numero del piano che ha un 4 in esso, a causa della sua somiglianza con la parola "morte" in cantonese. La fusione tra oriente e occidente caratterizza anche la cucina di Hong Kong, dove dim sum, hot pot e fast food convivono con l'alta cucina.
Hong Kong è un centro globale riconosciuto del commercio e perciò è diventato anche un "centro di intrattenimento". La sua cinematografia è stata per trent'anni fino alla metà degli anni novanta la terza industria cinematografica dopo quella statunitense e quella indiana, con la quale era quasi alla pari. I film incentrati sulle arti marziali hanno ottenuto un elevato livello di popolarità tra gli anni 1960 e 1990. Diversi artisti provenienti da Hong Kong hanno avuto successo a Hollywood, in particolare Bruce Lee, Jackie Chan, Sammo Hung, Yuen Biao, Donnie Yen, Bolo Yeung, Chow Yun-Fat, Michelle Yeoh, Maggie Cheung e Jet Li. Un certo numero di cineasti di Hong Kong hanno ottenuto una grande fama a Hollywood, come John Woo, Tsui Hark, Ringo Lam, Johnnie To, Wong Kar-wai e Stephen Chow. Film homegrown come HK Express, Infernal Affairs, Shaolin Soccer, A Better Tomorrow, In the Mood for Love e Echoes of the Rainbow hanno ottenuto riconoscimento internazionale. Hong Kong è il centro per la musica Cantopop, che trae la sua influenza da altre forme di musica cinese e generi occidentali e vanta dei gruppi di fan multinazionali.
Il governo di Hong Kong sostiene le istituzioni culturali come l'Hong Kong Heritage Museum, l'Hong Kong Museum of Art, The Hong Kong Academy for Performing Arts e la Hong Kong Philharmonic Orchestra. Il Dipartimento per i Servizi Culturali e il tempo libero sovvenziona e sponsorizza artisti internazionali portati a Hong Kong. Molte attività culturali internazionali sono organizzate dal governo, dai consolati e dai privati.

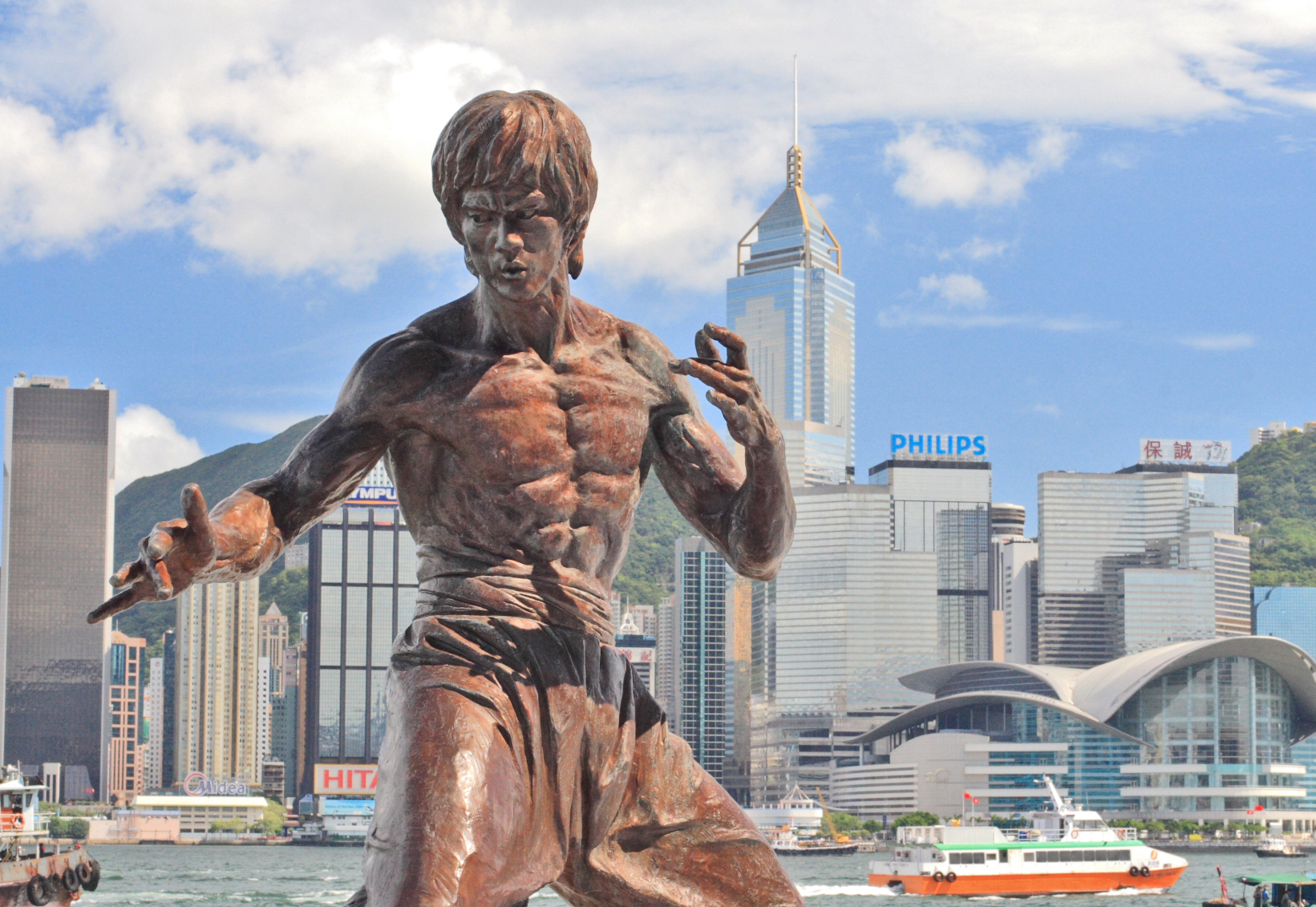
Una statua di Bruce Lee sulla Avenue of Stars, un tributo della città alle arti marziali.

Hong Kong ha due emittenti terrestri: ATV e TVB. Vi sono tre servizi locali e un certo numero di fornitori esteri di servizi via cavo e via satellite. La produzione di soap opera, di spettacoli comici e di varietà, raggiunge il pubblico di tutti i paesi di lingua cinese. Vari gruppi editoriali di Hong Kong distribuiscono e stampano sia in cinese sia in inglese, con una particolare attenzione per il sensazionalismo e il gossip. I media di Hong Kong sono relativamente liberi da interferenze ufficiali, rispetto alla Cina, anche se la Far Eastern Economic Review indica alcuni segnali di autocensura da parte dei media i cui proprietari hanno stretti legami e interessi di affari nella Repubblica Popolare Cinese e afferma che anche i media occidentali non sono immuni alla crescente potenza economica cinese.
Il principale quotidiano in lingua inglese di Hong Kong è il South China Morning Post, con The Standard che funge da alternativa orientata al business. Ogni giorno vengono pubblicati diversi giornali in lingua cinese; i più importanti sono Ming Pao, Oriental Daily News e Apple Daily. Diverse pubblicazioni internazionali hanno sedi regionali a Hong Kong, tra cui The Wall Street Journal, The Financial Times, The New York Times International Edition, USA Today, Yomiuri Shimbun e The Nikkei.
Hong Kong offre ampie opportunità sportive, ricreative e competitive, nonostante la sua superficie limitata. Vengono puntualmente inviati delegati a competizioni internazionali come i Giochi olimpici e i Giochi asiatici e ha ospitato gli eventi equestri durante le Olimpiadi estive del 2008. Vi sono importanti strutture polivalenti come l'Hong Kong Coliseum e il MacPherson Stadium. Il ripido terreno di Hong Kong e l'estesa rete di sentieri con ampie viste attraggono escursionisti e la sua costa frastagliata offre molte spiagge per il nuoto.

## Missioni spaziali
- 7 aprile 1990: viene lanciato AsiaSat 1 (indirettamente), primo satellite artificiale di Hong Kong.

## Sport

### Calcio
Hong Kong possiede una nazionale di calcio riconosciuta dalla FIFA, posta sotto l'egida della federazione calcistica di Hong Kong.

### Rugby
Hong Kong è sede annuale del torneo Hong Kong Sevens, competizione per squadre nazionali di rugby a 7. In due occasioni (1997 e 2005) ha ospitato la Coppa del Mondo di rugby a 7.

### Giochi olimpici
La prima medaglia olimpica di Hong Kong è la medaglia d'oro nella vela vinta da Lee Lai Shan, ai Giochi olimpici di Atlanta 1996.

### Impianti sportivi
Il maggiore impianto sportivo di Hong Kong è l'Hong Kong Stadium, ubicato sull'isola di Hong Kong e con una capienza di 40 000 posti a sedere. L'AsiaWorld-Arena è la più grande sala al coperto di Hong Kong. Ha una superficie totale di 10 880 metri quadrati e una capienza massima di 14 000 posti a sedere.